# آلبرت اینشتین
آلبرت اَینشتَین (به آلمانی: Albert Einstein؛ ۱۴ مارس ۱۸۷۹ – ۱۸ آوریل ۱۹۵۵) فیزیک‌دان نظری زادهٔ آلمان بود که نظریه نسبیت را به‌عنوان مهم‌ترین دستاوردش توسعه داد که در کنار مکانیک کوانتومی دو ستون فیزیک مدرن به‌شمار می‌روند. او به‌خاطر تاثیرش بر فلسفه علم نیز شناخته می‌شود. در نظر عامه مردم، اینشتین بیشتر به‌خاطر فرمول هم‌ارزی جرم و انرژی یعنی E=mc۲ شهرت دارد که از آن به‌عنوان معروف‌ترین فرمول در سراسر جهان یاد می‌شود. او برای «خدماتش در زمینه فیزیک نظری و به‌ویژه کشف قانون اثر فوتوالکتریک»، موفق به کسب جایزه نوبل در سال ۱۹۲۱ شد.
اینشتین در امپراتوری آلمان و در یک خانواده یهودی زاده شد. او در سال ۱۸۹۵ به سوئیس رفت و ملیت آلمانی خود را در ۱۸۹۶ باطل کرد. در سال ۱۹۰۰ موفق به اخذ مدرک دیپلم در زمینه ریاضی و فیزیک از مدرسه پلی‌تکنیک فدرال در زوریخ شد. او پس از مدتی موفق شد که به‌عنوان بازرس ثبت اختراع در اداره ثبت اختراعات سوئیس در بِرن مشغول به‌کار شود و بین سال‌های ۱۹۰۲ تا ۱۹۰۹ در این سمت باقی ماند.
او در ۲۶ سالگی، چهار مقاله استثنایی و پیشگامانه در مورد اثر فوتوالکتریک، حرکت براونی، نسبیت خاص و هم‌ارزی جرم و انرژی منتشر کرد که توجه جهان علم را به‌خود جلب کرد و در همین سال نیز موفق به اخذ مدرک دکتری خود از دانشگاه زوریخ شد. در مدت زمان کوتاهی پس از انتشار کارش در زمینه نسبیت خاص، اینشتین کارش را برای توسعه این نظریه به میدان گرانشی آغاز کرد که در نهایت در سال ۱۹۱۶ تحت عنوان نسبیت عام منتشر شد و آن را برای مدل‌سازی کیهان به‌کار برد. او همچنین به بررسی خواص حرارتی نور و نظریه کوانتومی تابش پرداخت که در نهایت به بنیان‌گذاری نظریه فوتونی نور منتهی شد.
در سال ۱۹۳۳ در زمان حضورش در ایالات متحده آمریکا، آدولف هیتلر به قدرت رسید و دیگر به آلمان بازنگشت. در آستانه جنگ جهانی دوم او از نامه‌ای حمایت کرد که در مورد توسعه بالقوه «بمب‌های جدید فوق‌العاده خطرناک» هشدار داده می‌شد و توصیه می‌کرد که ایالات متحده پژوهش‌های مشابهی را آغاز کند. اینشتین ایده استفاده از شکافت هسته‌ای به‌عنوان سلاح را به‌صورت عمومی محکوم می‌کرد و به‌همراه برتراند راسل، فیلسوف انگلیسی بیانه‌ای را با عنوان بیانیه راسل–اینشتین امضا کرد.
او از سال ۱۹۰۸ تدریس فیزیک نظری در دانشگاه برن را آغاز کرد و در سال‌های بعد در دانشگاه زوریخ، دانشگاه کارل در پراگ رفت و مدرسه پلی‌تکنیک فدرال در زوریخ به تدریس ادامه داد. در سال ۱۹۱۴ او به عضویت فرهنگستان علوم پروس در برلین درآمد و به‌مدت ۱۹ سال در آنجا ماند. اینشتین از همکاران مؤسسه مطالعات پیشرفته در دانشگاه پرینستون در شهر نیوجرسی بود که تا پایان عمرش در سال ۱۹۵۵ نیز این همکاری را حفظ کرد. او بیش از ۳۰۰ مقاله علمی و ۱۵۰ مقاله غیرعلمی منتشر کرد. دستاوردهای فکری و جدید او موجب شد که نام اینشتین در فرهنگ عامه معادلی برای هوش و نبوغ محسوب شود.

## زندگی و کار

### دوران کودکی و تحصیل

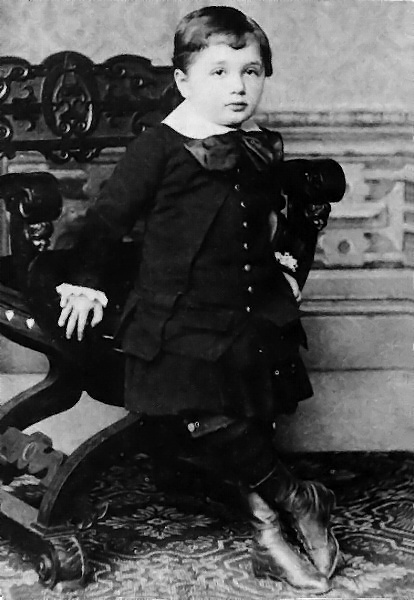
اینشتین در ۳ سالگی، سال ۱۸۸۲

آلبرت اینشتین در ۱۴ مارس ۱۸۷۹ میلادی در شهر اولم در پادشاهی وورتمبرگ آلمان در خانواده‌ای یهودی به دنیا آمد. پدر او، هرمان اینشتین یک فروشنده و مهندس و مادرش پائولین کُخ بود. در سال ۱۸۸۰ اندکی پس از تولد اینشتین، خانواده اینشتین به مونیخ مهاجرت کردند و در آنجا پدر اینشتین و عموی او یاکوب یک تجارت کوچک برای نصب گاز و آب تأسیس کردند. از آنجا که این تجارت از نظر اقتصادی رضایتبخش بود آن‌ها در سال ۱۸۸۵ تصمیم گرفتند با حمایت کل خانواده، کارخانهٔ تولید لوازم الکتریکی راه‌اندازی کنند. شرکت پدرش موفق بود و لوازم الکتریکی نیروگاه‌های برق شوابینگ در مونیخ و وارزه و سوسا در ایتالیا را تأمین می‌کرد.
خانواده اینشتین از یهودیانی اشکنازی بودند که آن‌چنان سخت‌گیر نبودند و از همین رو آلبرت از سن ۵ سالگی به‌بعد و به‌مدت سه سال در یک مدرسه ابتدایی کاتولیک در مونیخ درس می‌خواند. در سن هشت سالگی به مدرسه لوتیپولد فرستاده شد تا تحصیلات ابتدایی و راهنمایی خود را ادامه دهد. او هفت سال بعد، امپراتوری آلمان را ترک کرد.

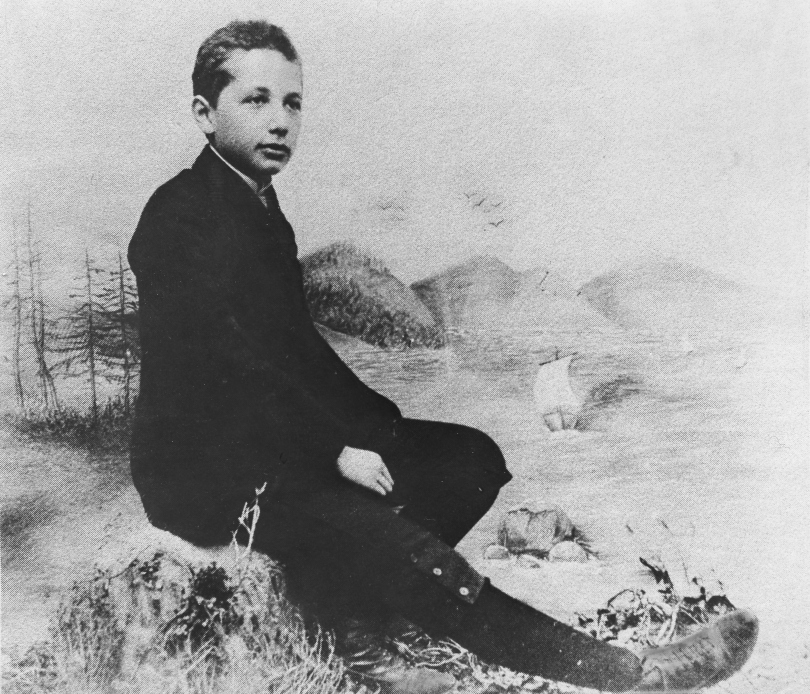
اینشتین در ۱۴ سالگی، سال ۱۸۹۳

در سال ۱۸۹۴ کارخانه هرمان و یاکوب، چون سرمایه لازم برای تبدیل تجهیزات خود از استاندارد جریان مستقیم (DC) به استاندارد کارآمدتر جریان متناوب (AC) را در اختیار نداشت قادر به تأمین لوازم الکتریکی نیروگاه‌های برق نبود. این ناکامی موجب شد که خانواده مجبور به فروش شرکت شود. خانواده اینشتین در جستجوی کار، راهی ایتالیا شد. ابتدا در میلان و چند ماه بعد در پاویا ساکن شدند. زمانی که خانواده اینشتین به پاویا کوچ کردند. آلبرت که ۱۵ ساله بود در مونیخ ماند تا تحصیلاتش را در مدرسه لوتیپولد به پایان برساند. پدر او تمایل داشت که آلبرت رشته مهندسی برق را ادامه دهد از طرفی آلبرت به‌خاطر برخوردهایی که با مسئولان مدرسه داشت از آن‌ها و روش آموزشی آن‌ها متنفر شده بود. او بعداً در مورد آن دوران گفت که روش سخت‌گیرانه به‌یادسپاری و حفظ کردن مطالب، موجب از بین رفتن روحیه یادگیری و خلاقیت شده بود. در پایان دسامبر ۱۸۹۴ او برای پیوستن به خانواده‌اش در پاویا، به ایتالیا سفر کرد و این کار را با متقاعد کردن مدرسه با کمک گواهی یک پزشک انجام داد. در طول مدتی که او در ایتالیا به‌سر می‌برد مقاله‌ای کوتاه با عنوان «در مورد بررسی وضعیت اتر در یک میدان مغناطیسی» به رشته تحریر درآورد.
اینشتین حتی از دوران جوانی تبحر خاصی در ریاضی و فیزیک داشت و از هم رده‌های خود چند سال جلوتر بود. او از ۱۲ سالگی شروع به خودآموزی جبر و هندسه اقلیدسی در طول یک تابستان کرد. علاوه‌بر این، او توانست در سن ۱۲ سالگی به‌صورتی مستقل، اثباتی اختصاصی برای قضیه فیثاغورس بیابد. معلم خانوادگی آن‌ها مکس تالمود می‌گوید بعد از آن که به آلبرت ۱۲ ساله، کتاب درسی هندسه دادم او طی مدت کوتاهی تمام کتاب را مطالعه کرد. از آن به بعد او وقت خود را به ریاضیات پیشرفته‌تری اختصاص داد. به‌طوری که در مدت زمان کوتاهی ریاضیات او به حدی پیشرفت کرد که من نمی‌توانستم پابه‌پای او ادامه دهم. علاقه آلبرت اینشتین به هندسه و جبر، موجب شد که در سن ۱۲ سالگی به این نتیجه برسد که می‌توان طبیعت را به‌صورت یک «ساختار ریاضی» درک کرد. آلبرت خودآموزی علم حساب را در ۱۲ سالگی آغاز کرد و زمانی که ۱۴ ساله شده بود به گفته خودش در انتگرال و حساب دیفرانسیل به استادی رسیده بود.

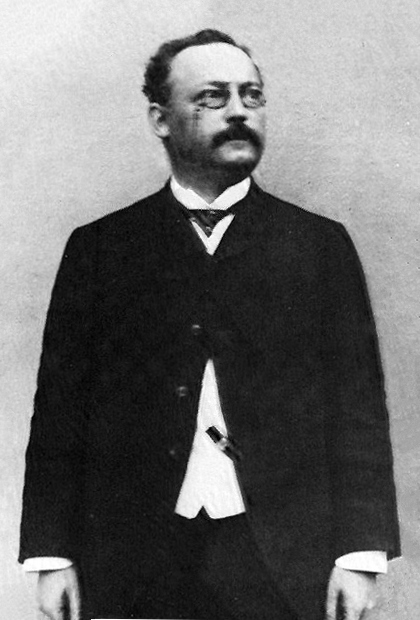
هرمان اینشتین (پدر اینشتین)
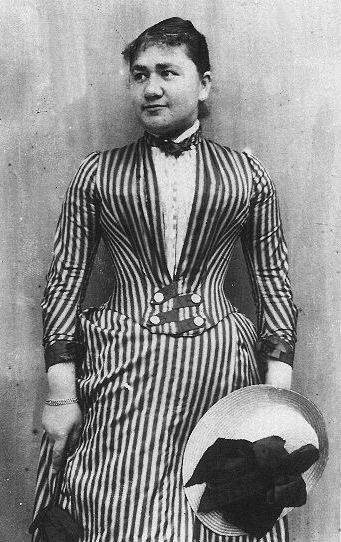
پائولین کُخ (مادر اینشتین)
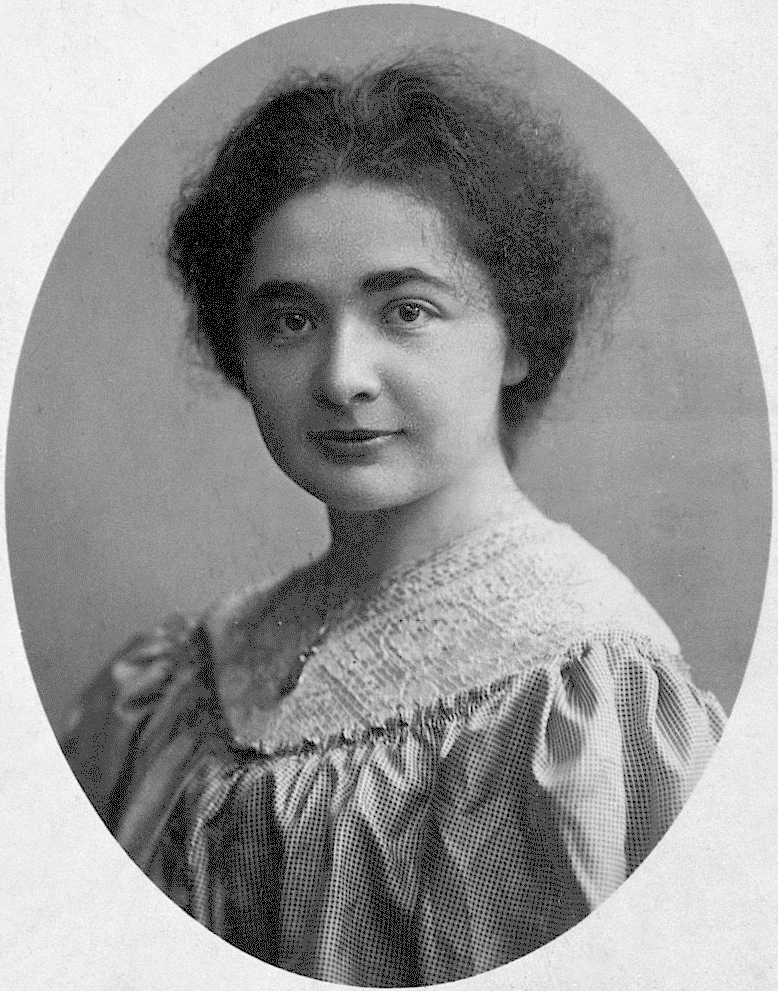
مایا اینشتین
(خواهر اینشتین)

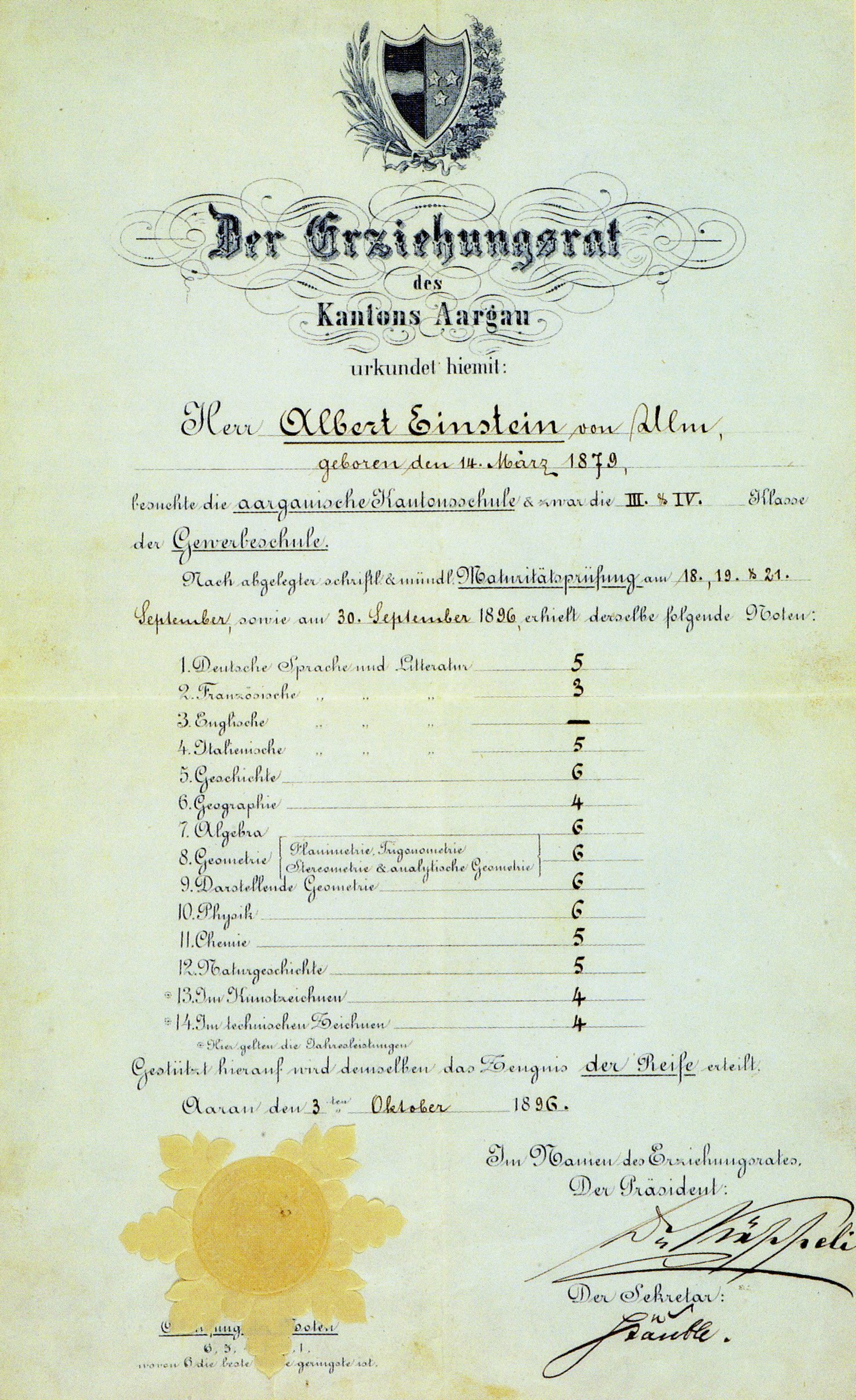
کارنامه آلبرت اینشتین در زمان فارغ‌التحصیلی از مدرسه آرگوویان کانتونال

در سن ۱۳ سالگی، او به‌صورت جدی‌تری به فلسفه (و موسیقی) علاقه پیدا کرد. به او کتاب نقد خرد محض از کانت پیشنهاد شد که باعث شد کانت فیلسوف مورد علاقه او شود. معلم او در این باره می‌گوید: در آن زمان، او فقط یک کودک بود؛ کودکی ۱۳ ساله. اما مشغول خواندن آثار کانت بود؛ آثاری که برای مردم معمولی غیرقابل درک است. اما برای او کاملاً واضح بود.
در سال ۱۸۹۵ و در سن ۱۶ سالگی، آلبرت اینشتین در امتحان وروی برای مدرسه فدرال پلی‌تکنیک (که امروزه با نام مؤسسه فناوری فدرال زوریخ (ETH) شناخته می‌شود) در زوریخ شرکت کرد. او در آزمون عمومی رد شد اما موفق شد در بخش ریاضی و فیزیک نمرات خارق‌العاده‌ای بگیرد. به توصیه مدیر مدرسه فدرال پلی‌تکنیک، او برای تکمیل دوران مدرسه خود، به‌مدت دو سال (۱۸۹۵ و ۱۸۹۶) به مدرسه آرگوویان کانتونال در ارو، سوئیس رفت. در حالی‌که او در کنار خانواده جوست وینتلر به‌سر می‌برد، به دختر او، ماری علاقه‌مند شد. خواهر آلبرت، مایا، سپس با پسر این خانواده، جوست وینتلر ازدواج کرد. در ژانویه ۱۸۹۶ آلبرت با موافقت پدرش، برای فرار از خدمت سربازی، شهروندی آلمانی خود را باطل کرد. در سپتامبر ۱۸۹۶ او در آزمون نهایی مدرسه در سوئیس با نمره عالی قبول شد و در ریاضی و فیزیک، نمره کامل ۶ گرفت. سرانجام، آلبرت در ۱۷ سالگی در دوره چهار ساله ریاضی و فیزیک در مدرسه پلی‌تکنیک زوریخ ثبت نام کرد. ماری وینتلر که یک سال بزرگتر از آلبرت بود برای یک کار معلمی به اولسبرگ سوئیس کوچ کرد.
همسر صربستانی و آینده آلبرت اینشتین، میلوا ماریچ، که در آن زمان دختری ۲۰ ساله بود در همان سالی که آلبرت وارد مدرسه پلی‌تکنیک زوریخ شد در آنجا ثبت نام کرد. او در میان شش دانشجوی رشته ریاضی و فیزیک، تنها دانشجوی زن بود. در طول چند سال بعد، آلبرت و میلوا به یکدیگر علاقه‌مند شدند؛ به‌طوری که ساعت‌های زیادی با هم فیزیک مطالعه می‌کردند. در سال ۱۹۰۰ آلبرت موفق شد در آزمون ریاضی و فیزیک قبول شود و مدرک تحصیلی آن رشته را دریافت کند. اگرچه برخی مدعی‌اند که میلوا در نوشتن مقاله‌های منتشر شده از اینشتین در سال ۱۹۰۵ همکاری کرده‌است اما مورخان فیزیک با بررسی موارد مطرح شده، هیچ‌گونه اثری از مشارکت‌های میلوا مشاهده نکرده‌اند.

### ازدواج و فرزندان

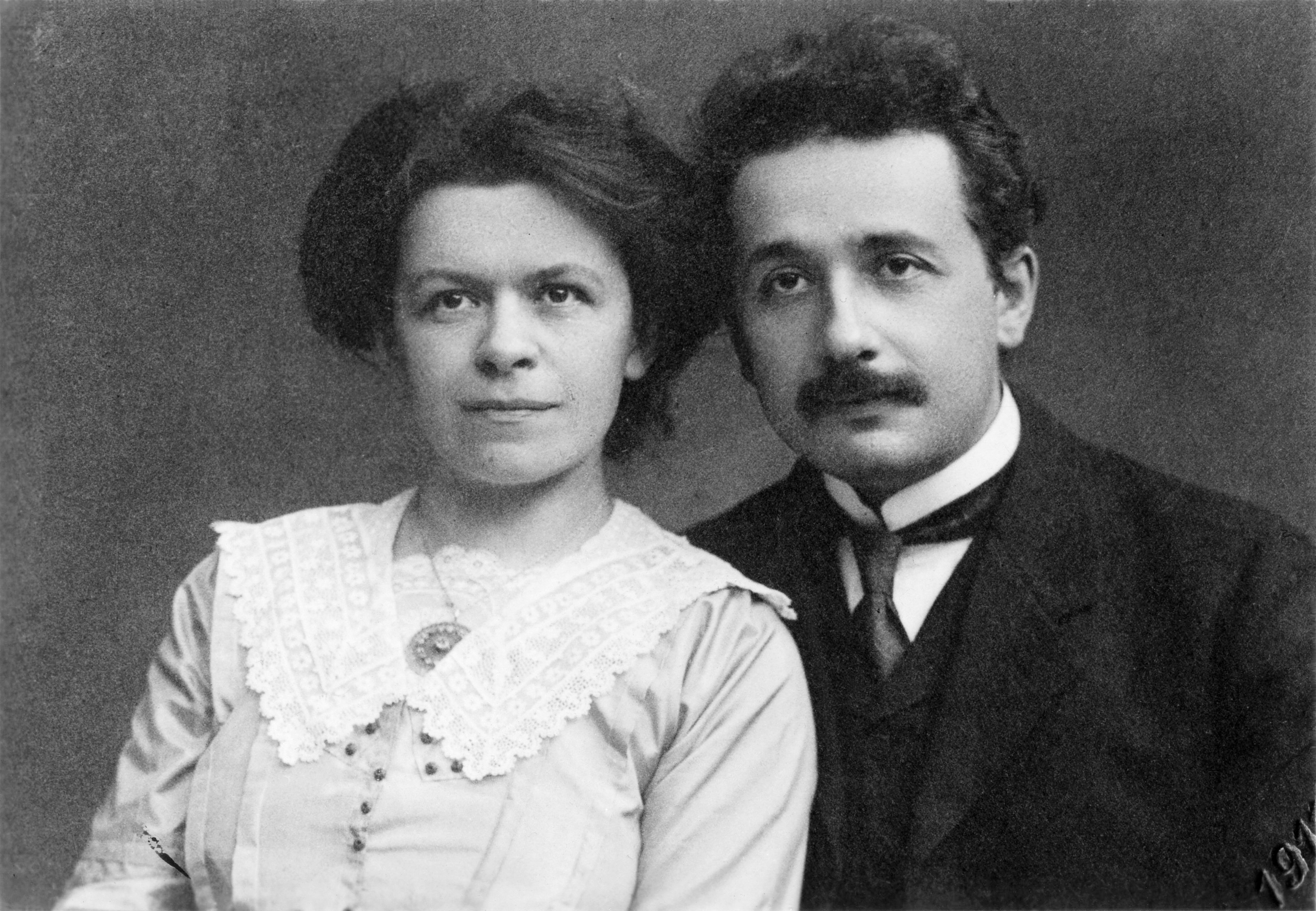
آلبرت و میلوا اینشتین، سال ۱۹۱۲

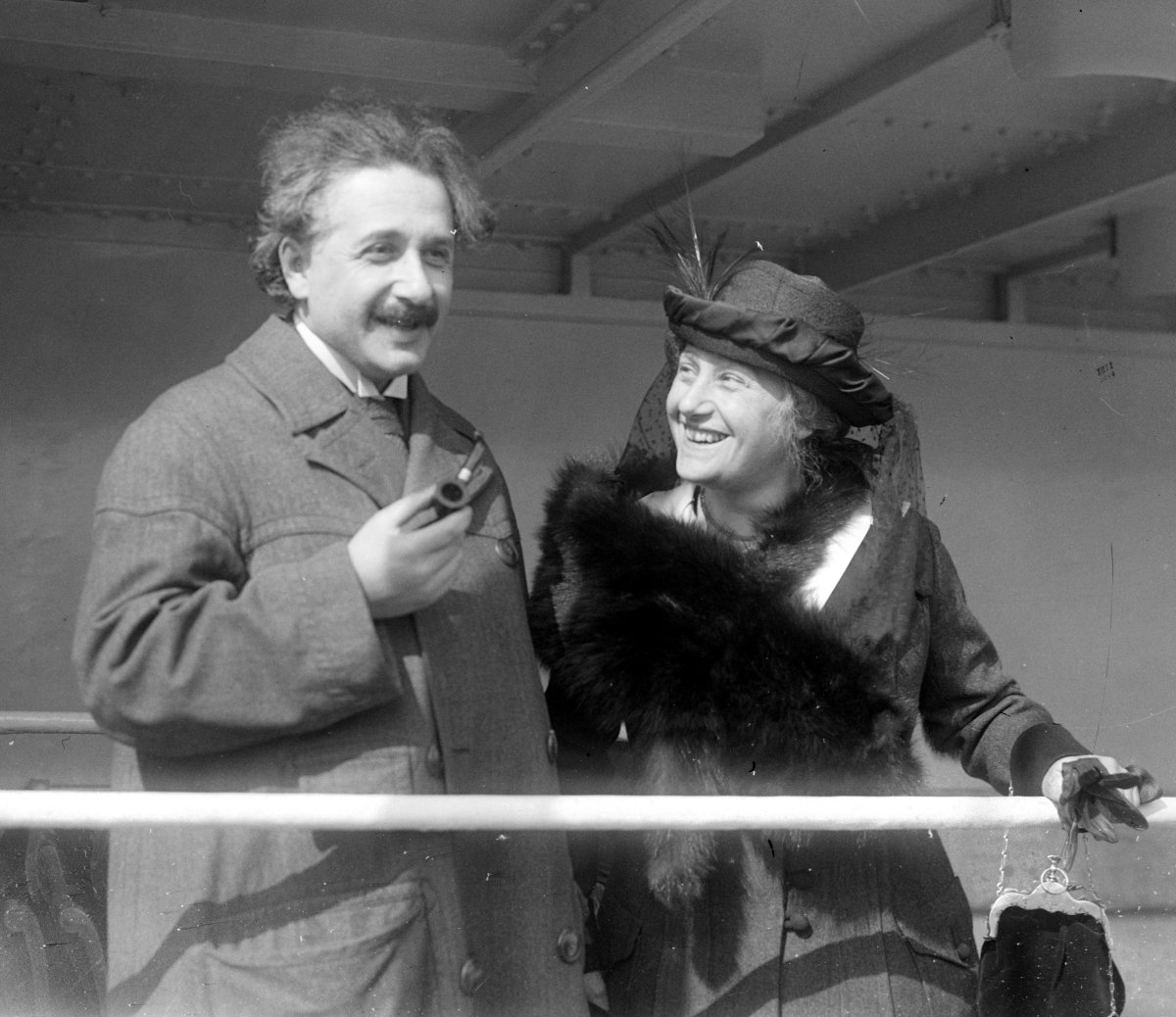
آلبرت و السا اینشتین، سال ۱۹۲۱

در سال ۱۹۸۷ مکاتبات میان اینشتین و میلوا ماریچ کشف و منتشر شد. این مکاتبات نشان می‌داد که آن دو، دختری به‌نام لیزرل داشته‌اند که در اوایل سال ۱۹۰۲ متولد شده بود و با مادرش میلوا در کنار پدربزرگ و مادربزرگش در نووی ساد زندگی می‌کرده‌است. میلوا بدون فرزندش، به سوئیس بازگشت فرزندی که نام واقعی و سرنوشتش نامعلوم است. از محتویات نامه اینشتین در سپتامبر ۱۹۰۳ برمی‌آید که آن دختر یا بر اثر بیماری مخملک در خردسالی درگذشته‌است یا او را به خانواده‌ای برای فرزندخواندگی واگذار کرده‌اند.
اینشتین و ماریچ در ژانویه سال ۱۹۰۳ ازدواج کردند. در ماه مه سال ۱۹۰۴ پسر آن‌ها هانس آلبرت اینشتین، در برن سوئیس به‌دنیا آمد. دومین پسر آن‌ها، ادوارد در ژوئیه ۱۹۱۰ در زوریخ متولد شد. آلبرت و میلوا در آوریل ۱۹۱۴ به برلین کوچ کردند اما زمانی که میلوا متوجه رابطه عاشقانه اینشتین با دخترخاله خود، اِلسا شد با فرزندانش به زوریخ بازگشت. پس از پنج سال زندگی جدا از یکدیگر، سرانجام آن‌ها در ۱۴ فوریه ۱۹۱۹ از یکدیگر طلاق گرفتند. ادوارد در ۲۰ سالگی مبتلا به شیزوفرنی تشخیص داده شد. مادرش میلوا، از او مراقبت می‌کرد و در این دوران چندین مرتبه او را در آسایشگاه بستری کردند. پس از مرگ میلوا، او برای همیشه بستری شد.
در نامه‌هایی که در سال ۲۰۱۵ آشکار شدند اینشتین به ماری وینتلر که زمانی به او علاقه داشت در مورد ازدواجش با میلوا و همچنین احساس زیادش به ماری گفته بود. اینشتین، این نامه را در سال ۱۹۱۰ و زمانی که میلوا ماریچ، دومین پسر خود را باردار بود نوشت. او در این نامه گفته‌است: «من هر لحظه به تو فکر می‌کنم با همه قلبم فکر می‌کنم و (از این‌که، شرایط ما به این‌جا رسید) مانند هر مرد دیگری غمگینم.» او همچنین در مورد «عشق گمراه کننده» (میلوا ماریچ) و زندگی از دست رفته‌ای که می‌توانست با نخستین معشوقه‌اش، ماری داشته باشد سخن گفته‌است.
در سال ۱۹۱۹ و پس از جداشدن از میلوا ماریچ، آلبرت اینشتین با دخترخاله خود السا لوونتال که از سال ۱۹۱۲ با او در رابطه عاشقانه به‌سر می‌برد ازدواج کرد. در سال ۱۹۳۳ آن‌ها به ایالات متحده آمریکا مهاجرت کردند. در سال ۱۹۳۵ مشخص شد که اِلسا مبتلا به مشکلات قلبی و کلیوی است. او در نهایت در سال ۱۹۳۵ درگذشت.
در سال ۱۹۲۳ اینشتین عاشق منشی خود، بتی نیومن شد که از اقوام یکی از دوستان نزدیکش به نام هانس موشام بود. در یک مجموعه نامه که توسط دانشگاه عبری اورشلیم در سال ۲۰۰۶ منتشر شد اینشتین شش زن را توصیف کرده‌است که در حالی که ماری همسر وی بوده، او با آن‌ها زمانی را طی کرده و از جانب آن‌ها هدیه دریافت کرده که مارگارت لیباخ (یک زن بلوند استرالیایی)، استلا کاتزنلنبوگن (زنی مرفه و دارای تجارت گل)، تونی مندل (یک بیوه مرفه یهودی) و اتل میچانوسکی (یک زن برجسته اهل برلین) از جمله آن‌ها بودند. اینشتین پس از مرگ همسر دومش السا، به‌مدت کوتاهی وارد رابطه‌ای با مارگاریتا کوننکوا شد. او یک جاسوس روس بود و اینشتین از این موضوع اطلاع نداشت. همچنین کوننکوا همسر یک مجسمه‌ساز شناخته شده روسی به‌نام سرگی کوننکو بود که مجسمه برنزی اینشتین واقع در مؤسسه مطالعات پیشرفته را ساخت.

### اداره ثبت اختراع

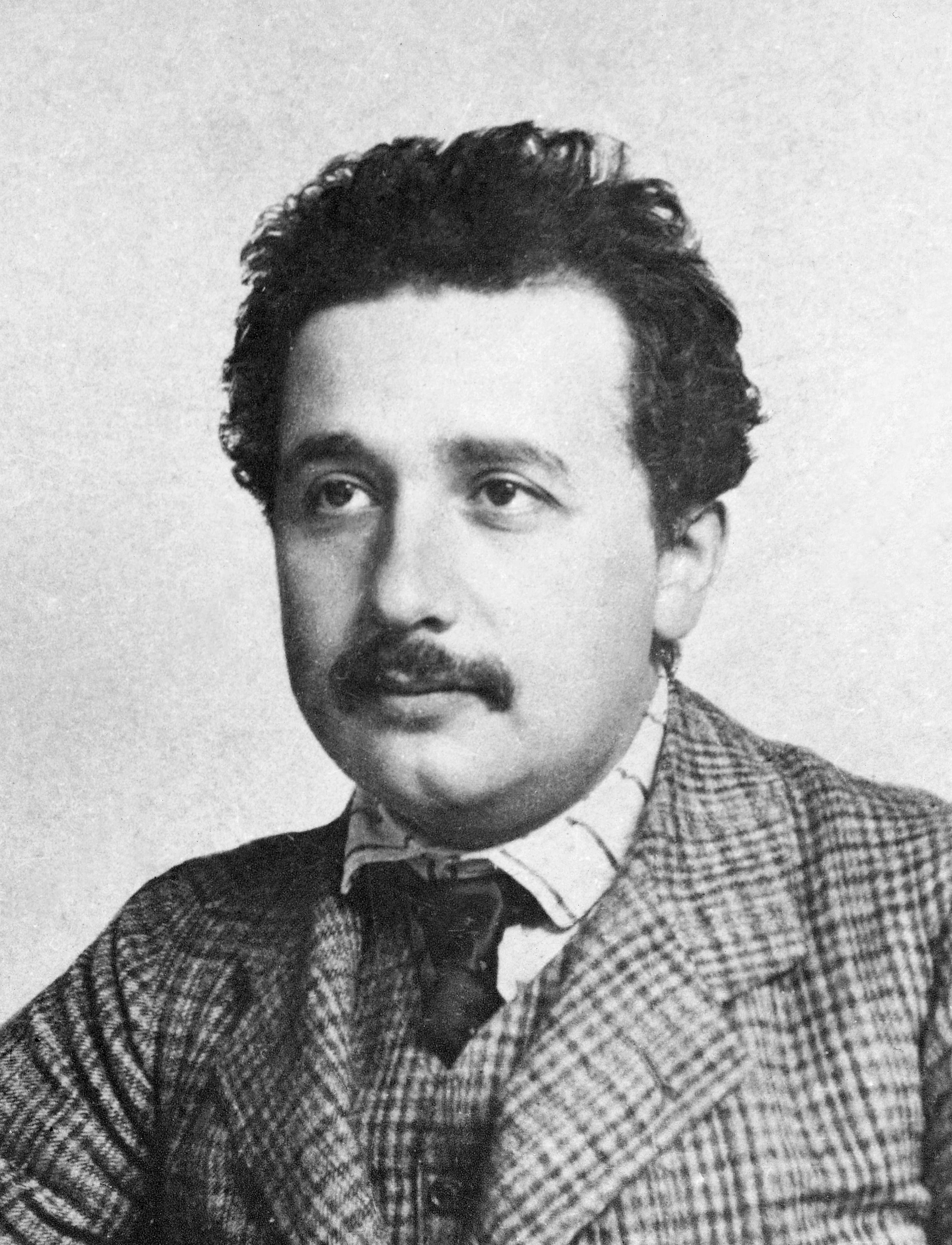
اینشتین در ۲۵ سالگی (۱۹۰۴)

بعد از فارغ‌التحصیلی در سال ۱۹۰۰ اینشتین تقریباً دو سال ناموفق و دلسردکننده را به‌دنبال یافتن کار برای تدریس در دانشگاه پشت سر گذاشت. او شهروندی سوئیس را در فوریه سال ۱۹۰۱ کسب کرد اما به‌دلایل پزشکی توانست از خدمت به‌عنوان سرباز وظیفه رها شود. با کمک پدر مارسل گروسمان، او موفق شد که کاری در شهر بِرن و در اداره ثبت اختراعات سوئیس، به‌عنوان دستیار بررسی درجه سه، پیدا کند.

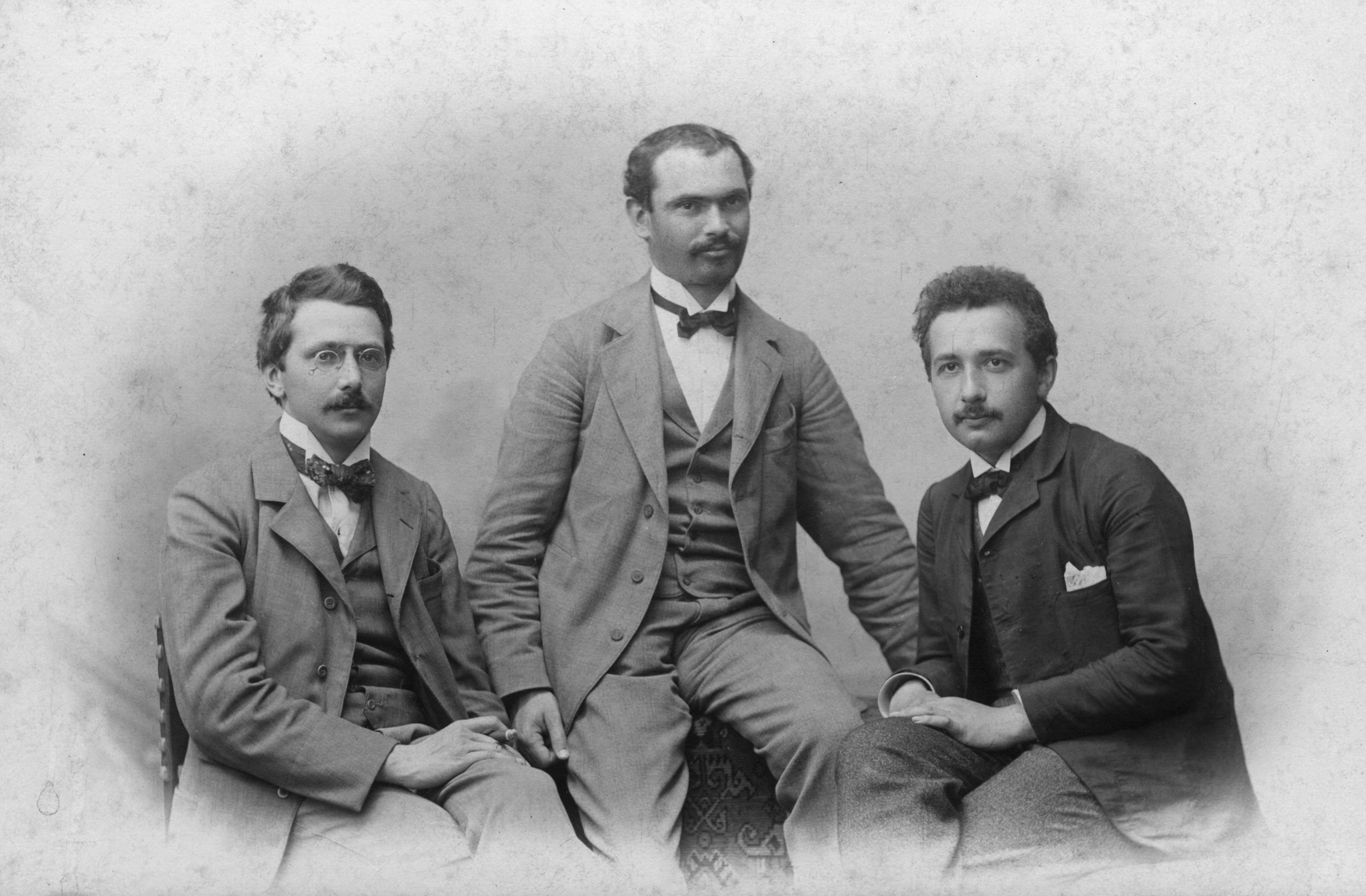
بنیان‌گذاران آکادمی المپیا: آلبرت اینشتین، مائوریس سولوین و کنراد هابیشت

اینشتین در آنجا مشغول بررسی درخواست‌های ثبت اختراعی شد که زمینه‌های مختلفی را شامل می‌شدند: از دستگاه مرتب‌کننده سنگ‌ریزه تا ماشین تایپ الکترومکانیکی. در سال ۱۹۰۳ موقعیت کاری او در اداره ثبت اختراعات به موقعیتی دائمی درآمد. با این‌حال، تنها زمانی با ارتقای کاری او موافقت شد که که توانست در فناوری ماشینی به مهارت کامل دست پیدا کند.: 370 
بیشتر کارهای او در دفتر ثبت اختراعات مربوط به انتقال سیگنال‌های الکتریکی و هماهنگ‌سازی الکتریکی و مکانیکی زمان بود. این دو موضوع فنی، به‌وضوح در آزمایش‌های فکری او حضور داشتند و در رسیدن اینشتین به ایده‌های انقلابی او دربارهٔ ماهیت نور و ارتباط بنیادین فضا و زمان نقش داشتند.: 377 
در سال ۱۹۰۲ اینشتین و گروه کوچکی از دوستانش که در بِرن بودند شروع به راه‌اندازی گروه کوچکی برای بحث کردند که خودشان نامی را به‌تمسخر با عنوان آکادمی المپیا برای آن انتخاب کردند. در این گروه، آن‌ها دور یکدیگر جمع می‌شدند و در مورد مسائل فلسفی و علمی صحبت می‌کردند. آثار هنری پوانکاره، ارنست ماخ و دیوید هیوم از جمله آثاری بودند که آن‌ها در زمینه علم و فلسفه مطالعه می‌کردند. مایکل بسو، پائول ارنفست، مارسل گروسمان، یانوس پلچ، دانیل پوزین، مائوریس سولووین، استفن ساموئل وایز، از جمله معروف‌ترین دوستان آلبرت اینشتین به‌حساب می‌آمدند.

#### نخستین مقالات علمی
در سال ۱۹۰۰ اینشتین مقاله‌ای با عنوان «نتیجه‌گیری‌هایی از اثر موئینگی» در مجله سالنامه فیزیک منتشر کرد. در ۳۰ آوریل ۱۹۰۵ او رساله خود را تحت سرپرستی آلفرد کلاینر، استاد فیزیک دانشگاه زوریخ به پایان رساند. پس از تکمیل رساله خود با عنوان «تعیین جدید ابعاد مولکولی» او موفق شد که مدرک دکتری خود را از دانشگاه زوریخ دریافت کند.
علاوه‌بر این او در ۲۶ سالگی و در سال ۱۹۰۵ که سال جادویی اینشتین نامیده می‌شود چهار مقاله استثنایی و پیشگامانه در زمینه‌های اثر فوتوالکتریک، حرکت براونی، نسبیت خاص و هم‌ارزی جرم و انرژی منتشر کرد.

### سمت دانشگاهی

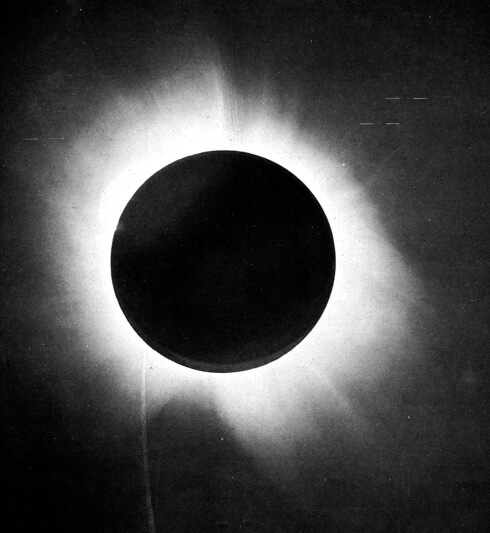
تصویری که آرتور استنلی ادینگتون در سال ۱۹۱۹ از خورشیدگرفتگی تهیه کرد و به‌موجب آن نظریه نسبیت عام نخستین تأیید تجربی خود را به‌دست‌آورد.

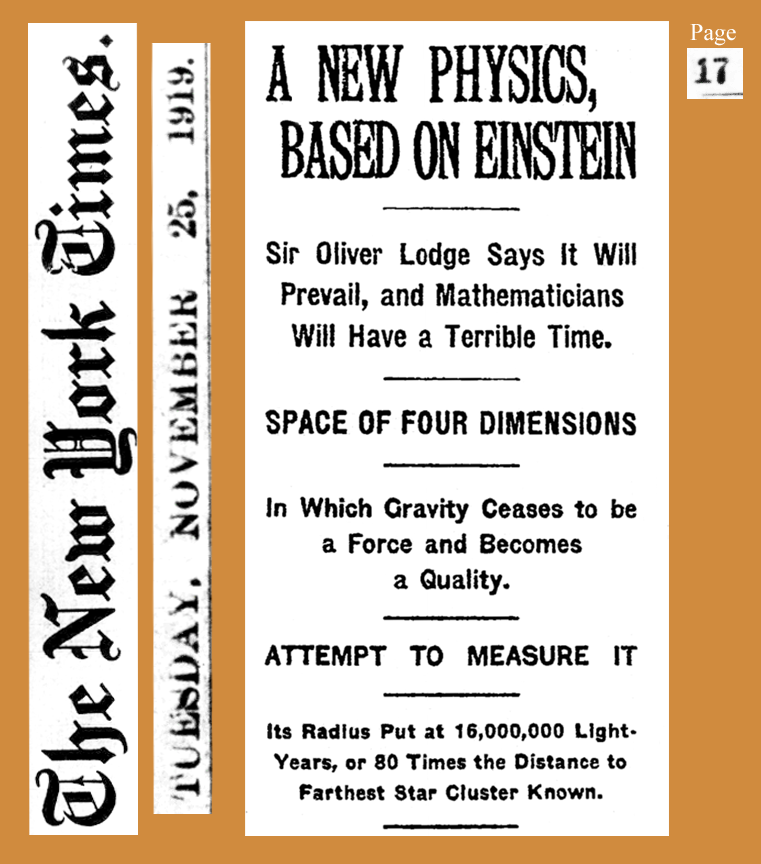
نیویورک تایمز تأیید «نظریه اینشتین» (در مورد خم شدن گرانشی نور ستارگان دیگر توسط خورشید) را تأیید کرد. این تأیید، براساس بیانیه کنفرانس مشترکی از انجمن سلطنتی و انجمن سلطنتی نجوم در ۶ نوامبر ۱۹۱۹ بود که به اعلام یافته‌های خود در مورد خورشیدگرفتگی ۲۹ مه ۱۹۱۹ در پرنسیپ (آفریقا) و سوبرا برزیل پرداختند.

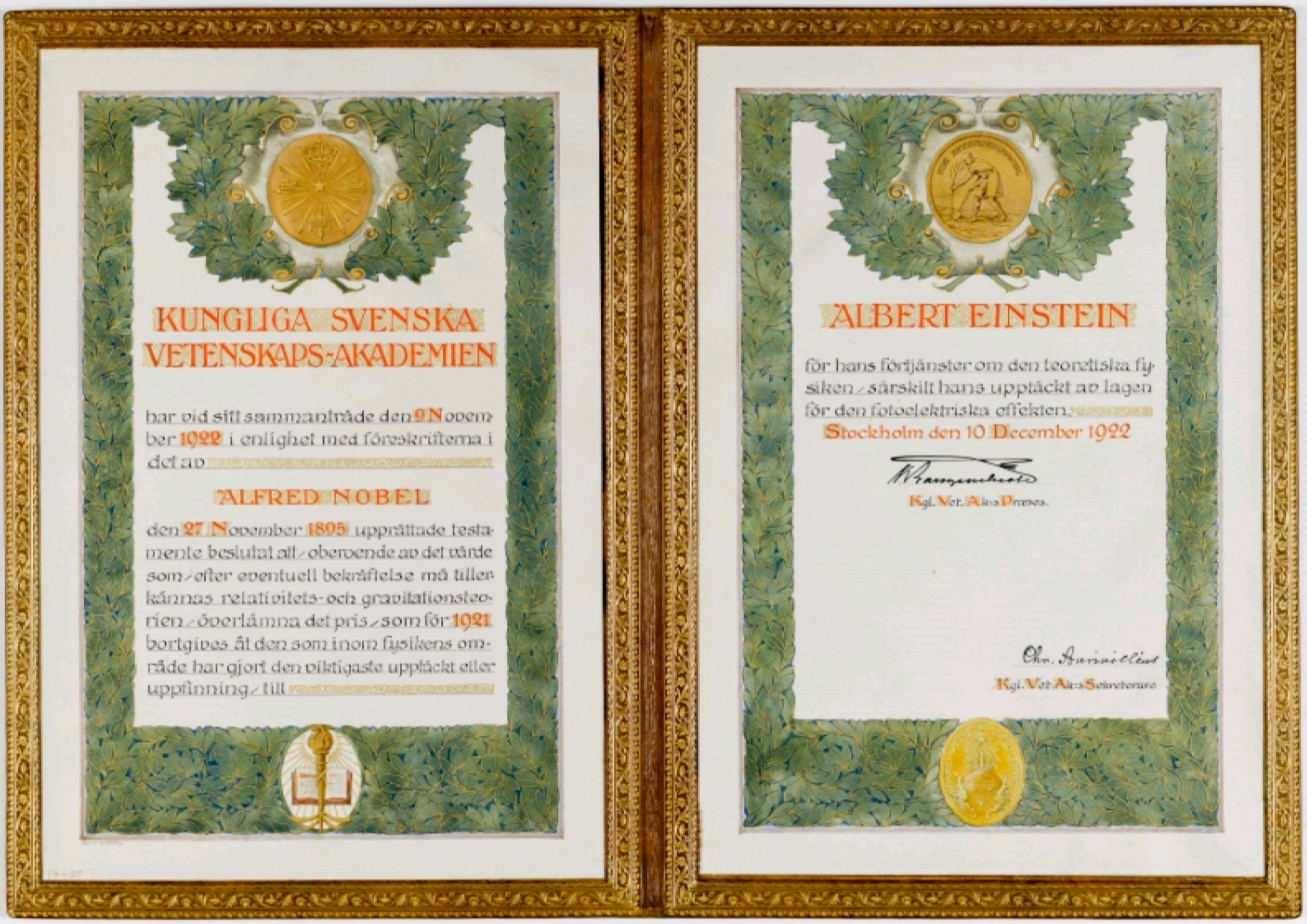
جایزه نوبل ۱۹۲۱ در ۱۰ دسامبر ۱۹۲۲ به او اعطا شد.

تا سال ۱۹۰۸ او دیگر به‌عنوان یک دانشمند برجسته شناخته می‌شد و توسط دانشگاه برن به‌عنوان مدرس منصوب شده بود. در سال بعد، پس از آن‌که یک سخنرانی در مورد الکترودینامیک و اصل نسبیت در دانشگاه زوریخ انجام داد، آلفرد کلاینر از دانشکده درخواست یک کرسی در فیزیک نظری کرد. درنتیجه این درخواست در سال ۱۹۰۹ آلبرت اینشتین موفق به گرفتن کرسی موردنظر با مرتبه علمی استادیار شد.
اینشتین موفق شد پس از دو سال و در سال ۱۹۱۱ در دانشگاه کارل در پراگ به مرتبه علمی استاد تمام دست یابد و همچنین تابعیت اتریش در امپراتوری اتریش-مجارستان را کسب کند. در طول مدت زندگی در شهر پراگ، او چندین مقاله علمی منتشر کرد که پنج مورد از آن‌ها در مورد ریاضیات تابش و نظریه کوانتومی جامدات بود. در ژوئیه ۱۹۱۲ او به دانشگاهی که از آن فارغ‌التحصیل شده بود یعنی مؤسسه فناوری فدرال زوریخ بازگشت. از سال ۱۹۱۲ تا ۱۹۱۴ او استاد فیزیک نظری در مؤسسه فناوری فدرال زوریخ بود و مکانیک تحلیلی و ترمودینامیک درس می‌داد. او همچنین در مورد مکانیک کوانتومی، نظریه مولکولی گرما و مشکل نیروی جاذبه به مطالعه پرداخت و در این راه با دوست ریاضی‌دانش، مارسل گروسمان همراه شد.
در ۳ ژوئیه ۱۹۱۳ اینشتین موفق به کسب آرای لازم برای عضویت در فرهنگستان علوم پروس در برلین شد. ماکس پلانک و والتر نرنست یک هفته پس از آن او را در زوریخ دیدار کردند تا او را متقاعد کنند به فرهنگستان محلق شود. علاوه‌بر این آن‌ها به او سمت ریاست انجمن قیصر ویلهلم برای فیزیک را دادند که قرار بود به‌زودی تأسیس شود. در ۲۴ ژوئیه او رسماً به عضویت فرهنگستان درآمد و پذیرفت که در سال بعد به امپراتوری آلمان بازگردد.
یکی دیگر از دلایلی که بر روی تصمیم او برای رفتن به برلین اثرگذار بود نزدیکی به اِلسا بود که در آن زمان در رابطه‌ای عاشقانه با او به‌سر می‌برد. سرانجام در ۱ آوریل ۱۹۱۴ آلبرت اینشتین به برلین رفت و به فرهنگستان محلق شد. زمانی که جنگ جهانی اول آغاز شد طرح ساخت انجمن قیصر ویلهلم برای فیزیک متوقف شد. این انجمن، سرانجام در ۱ اکتبر ۱۹۱۷ با ریاست آلبرت اینشتین تأسیس شد. در سال ۱۹۱۶ اینشتین به ریاست انجمن فیزیک آلمان انتخاب شد و به‌مدت دو سال در آن سمت باقی ماند.
بر اساس محاسبات انجام شده توسط اینشتین دربارهٔ نظریه جدید نسبیت عام در سال ۱۹۱۱ نوری که از جانب ستارگان دیگر می‌آید باید توسط خورشید خم می‌شود. در سال ۱۹۱۹ این پیش‌بینی توسط آرتور ادینگتون طی خورشیدگرفتگی ۲۹ مه ۱۹۱۹ تأیید شد. این مشاهدات در رسانه‌های بین‌المللی منتشر شدند و این موجب شهرت جهانی اینشتین شد. در ۷ نوامبر ۱۹۱۹ روزنامه مطرح بریتانیایی تایمز، یک تیتر اصلی با این عنوان منتشر کرد: «انقلابی در علم - نظریه جدید کیهان - ایده‌های نیوتونی واژگون شدند.»
در سال ۱۹۲۰ اینشتین به عضویت انجمن سلطنتی فرهنگستان علوم و هنر هلند درآمد. دو سال بعد و در سال ۱۹۲۲ او موفق به کسب جایزه نوبل فیزیک «برای خدماتش به فیزیک نظری، به‌ویژه، کشف قانون اثر فوتوالکتریک» شد. در حالی‌که نظریه نسبیت عام هنوز تاحدی در نظر برخی مجادله‌انگیز به‌شمار می‌رفت کمیته نوبل در عنوانی که در نظر گرفته بود حتی اشاره نکرده بود که کار اینشتین در واقع توضیحی برای اثر فوتوالکتریک بود و تنها به ذکر عبارت «کشف قانون» بسنده کرده بود. این توضیح، عملاً موجب شد ایده وجود فوتون به‌حساب نیاید و پذیرش مفهوم فوتون تا سال ۱۹۲۴ و پژوهش‌های ساتیندرا بوز در زمینه تابش جسم سیاه به‌عقب بیفتد. اینشتین در سال ۱۹۲۱ به‌عضویت انجمن سلطنتی درآمد. او همچنین موفق به دریافت مدال کاپلی از طرف انجمن سلطنتی در سال ۱۹۲۱ شد.

### سال‌های ۱۹۲۲–۱۹۲۱: سفرهای خارجی

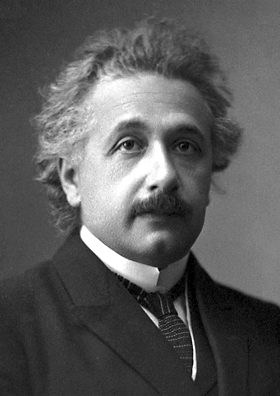
پرتره رسمی آلبرت اینشتین در زمان دریافت جایزه نوبل فیزیک در سال ۱۹۲۱

اینشتین برای نخستین بار در ۲ آوریل ۱۹۲۱ به نیویورک سفر کرد و با استقبال رسمی شهردار نیویورک جان فرانسیس هیلان روبرو شد. او در آنجا به‌مدت سه هفته در دانشگاه‌هایی مانند دانشگاه کلمبیا، دانشگاه پرینستون و در واشینگتن سخنرانی کرد. او همچنین به کاخ سفید نیز رفت که در جریان این دیدار، نمایندگانی از آکادمی ملی علوم آمریکا او را همراهی می‌کردند. در زمان بازگشت به اروپا او مهمان فیلسوف و دولت‌مرد انگلیسی ریچارد هالدان در لندن بود و موفق شد با چهره‌های برجسته علمی و فکری دیدار کند و همچنین در دانشگاه کینگز لندن سخنرانی نماید. او همچنین در مقاله‌ای با عنوان «نخستین تأثیر من از آمریکا» که در ژوئیه ۱۹۲۱ منتشر کرد ویژگی‌ها و خصائل آمریکایی‌ها را به‌طور خلاصه توصیف کرد. این مقاله شبیه به نوشته‌ای از الکسی دو توکویل در کتاب دمکراسی در آمریکا بود. بر اساس برخی از مشاهدات، اینشتین به‌صورت واضحی حیرت‌زده شده بود: آنچه یک بازدیدکننده را شگفت زده می‌کند نگرش شاد و مثبت به زندگی آن‌هاست. … آمریکایی‌ها دارای اعتماد به‌نفس، خوش‌بین و بدون حسادت هستند و رفتاری دوستانه دارند.: 20 

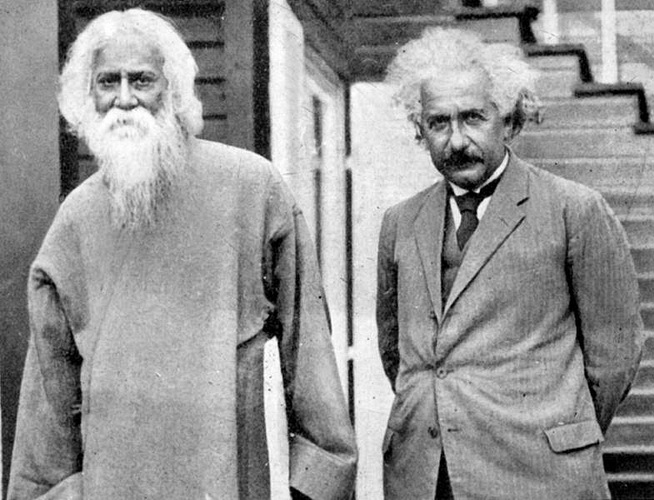
آلبرت اینشتین در کنار رابیندرانات تاگور، موسیقی‌دان و برنده جایزه نوبل ادبیات، سال ۱۹۳۰

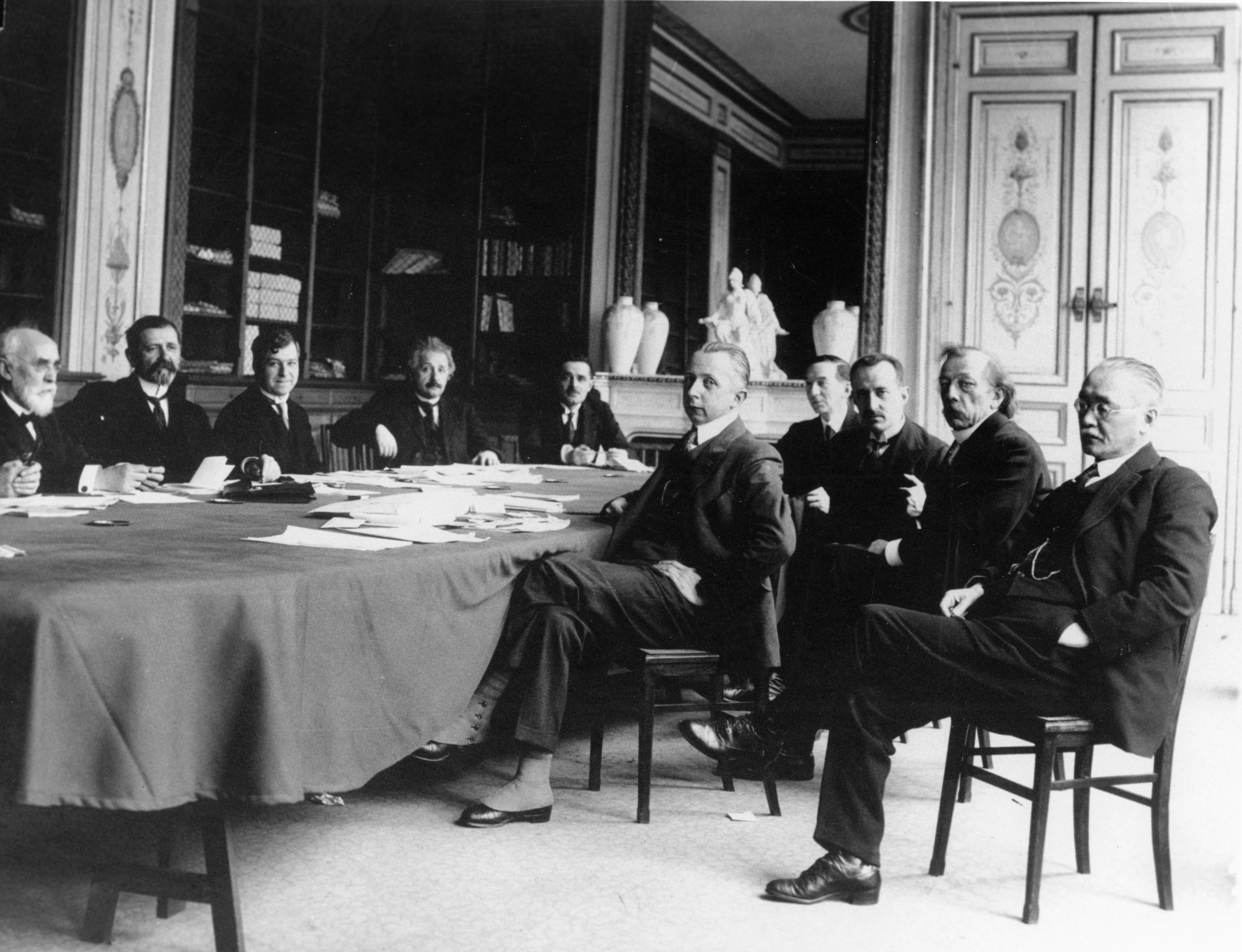
آلبرت اینشتین در جلسه کمیته بین‌المللی همکاری اندیشمندانه جامعه ملل که او بین سال‌های ۱۹۲۲ تا ۱۹۳۲ از اعضای آن به‌شمار می‌رفت.

در سال ۱۹۲۲ در قالب بخشی از یک تور شش‌ماهه گشت و گذار و سخنرانی، او به آسیا و سپس فلسطین سفر کرد. در این مدت او به سنگاپور، سری‌لانکا و ژاپن رفت و در ژاپن برای هزاران نفر سخنرانی کرد. پس از نخستین سخنرانی عمومی، او امپراتور و همسر او را در کاخ سلطنتی دیدار کرد؛ در حالی که هزاران نفر برای دیدن او آمده بودند. او سپس در نامه‌ای به پسرش، مردم ژاپن را مردمی فروتن، باهوش، باملاحظه و دارای حسی واقعی برای هنر توصیف کرد. اینشتین در یادداشت‌هایی که مربوط به خاطرات سفرهایش در سال‌های ۱۹۲۲ تا ۱۹۲۳ به آسیا بود و در سال ۲۰۱۸ مجدداً کشف شدند مواردی را در مورد مردم کشورهای ژاپن، چین و هند نوشته‌است که به‌عنوان بیگانه‌هراسی و قضاوت بر اساس نژاد توصیف شده‌اند.
در سال ۱۹۲۲ چون اینشتین در سفر به خاور دور به‌سر می‌برد نتوانست در مراسم جایزه نوبل که در شهر استکهلم سوئد و در دسامبر آن سال برگزار شد حضور پیدا کند. یک دیپلمات آلمانی از طرف او مسئولیت سخنرانی و گرفتن جایزه را به‌عهده گرفت و در زمان سخنرانی، نه تنها اینشتین را به‌خاطر دستاوردهای علمی ستود بلکه از او به‌عنوان یک فعال صلح بین‌المللی یاد کرد.
در مسیر برگشت، اینشتین ۱۲ روز را در فلسطین سپری کرد. این سفر، تنها سفر او به آن منطقه بود. در زمان حضورش، طوری از او استقبال شد که گویی او رئیس دولت است. استقبالی که برای یک فیزیک‌دان سابقه نداشت. در زمان رسیدنش به خانه کمیسر عالی بریتانیا، هربرت ساموئل، به‌پاس ورودش، خوش آمدگویی با شلیک توپ انجام شد.
در زمان زندگیش در خانه هربرت ساموئل، سیل گسترده‌ای از مردم برای دیدن و شنیدن سخنان او به سمت محل زندگیش هجوم آوردند. او در زمان صحبت با مخاطبان، شادی خودش را از این موضوع ابراز کرد که مردم یهود نیز بالاخره توسط بقیه ملت‌ها به‌عنوان یک ملت شناخته می‌شوند.
اینشتین همچنین در سال ۱۹۲۳ به‌مدت دو هفته از اسپانیا دیدار کرد و طی آن دیدار کوتاهی با سانتیاگو رامون ئی کاخال داشت و دیپلمی را از پادشاه اسپانیا، آلفونسوی سیزدهم دریافت کرد که به موجب آن، اینشتین به عضویت فرهنگستان علوم اسپانیا درآمد.
از سال ۱۹۲۲ تا ۱۹۳۲ اینشتین به‌عنوان یکی از اعضای کمیته بین‌المللی همکاری اندیشمندانه جامعه ملل در ژنو (با چند ماه وقفه در سال‌های ۱۹۲۳ تا ۱۹۲۴) بود که به منظور همکاری و تبادل علمی دانشمندان، پژوهشگران، معلمان، هنرمندان و متفکران تشکیل شده بود. استاد فیزیک سابق اینشتین، هندریک لورنتز و ماری کوری از اعضای دیگر این کمیته بودند.

### سال‌های ۱۹۳۱–۱۹۳۰: سفر به آمریکا

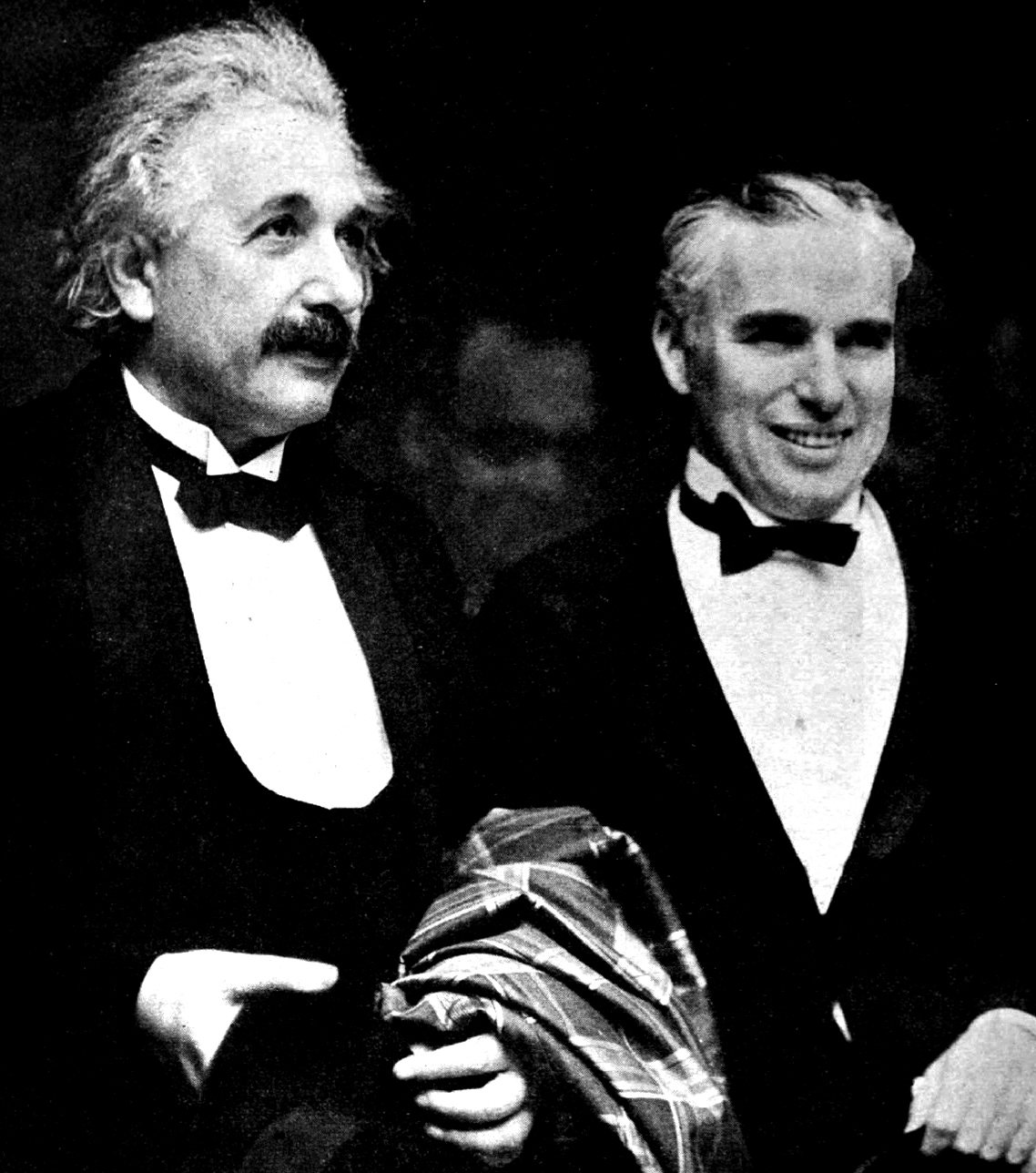
آلبرت اینشتین و چارلی چاپلین در مرسم افتتاحیه فیلم روشنایی‌های شهر در هالیوود، ژانویه ۱۹۳۱

در دسامبر ۱۹۳۰ اینشتین برای مرتبه دوم از آمریکا بازدید کرد و البته از ابتدا قصدش این بود که تنها به‌مدت دو ماه و برای انجام پژوهش‌هایی در مؤسسه فناوری کالیفرنیا در این کشور بماند. پس از این‌که توجه عامه مردم آمریکا به حضور اینشتین در سفر اولش به آمریکا جلب شد او و مدیران برنامه‌هایش، تلاش کردند که حریم خصوصی او را هرچه‌بیشتر حفظ کنند. اگرچه سیلی از نامه‌ها و تلگراف‌ها برای دعوت از او روانه شد با این‌حال او همه آن‌ها را رد کرد.
پس از ورود به نیویورک، اینشتین به مکان‌ها و رویدادهای مختلفی برده شد که بازدید از محله چینی‌ها، صرف ناهار با سردبیر مجله نیویورک تایمز و تماشای اجرای کارمن در تالار اپرای متروپولیتن نیویورک که در آن مورد تشویق حضار قرار گرفت از جمله آن‌ها بود. در طول این چند روز، کلید شهر نیویورک توسط شهردار نیویورک، جیمی واکر به او داده شد و با رئیس دانشگاه کلمبیا که از او به‌عنوان «فرمانروای ذهن» یاد کرده بود دیدار کرد. هری امرسون فوسدیک رهبر مسیحی کلیسای ریورساید در نیویورک او را به گردشی به درون کلیسا برد و به او مجسمه‌ای را نشان داد که در ابعاد واقعی از اینشتین توسط کلیسا ساخته شده بود و در محل مدخل ورودی کلیسا قرار داده شده بود. همچنین در مدت زمان زندگی اینشتین در نیویورک او به جمعیت ۱۵ هزار نفری میدان مدیسون پیوست و همراه آن‌ها به برپایی جشن حنوکا پرداخت.

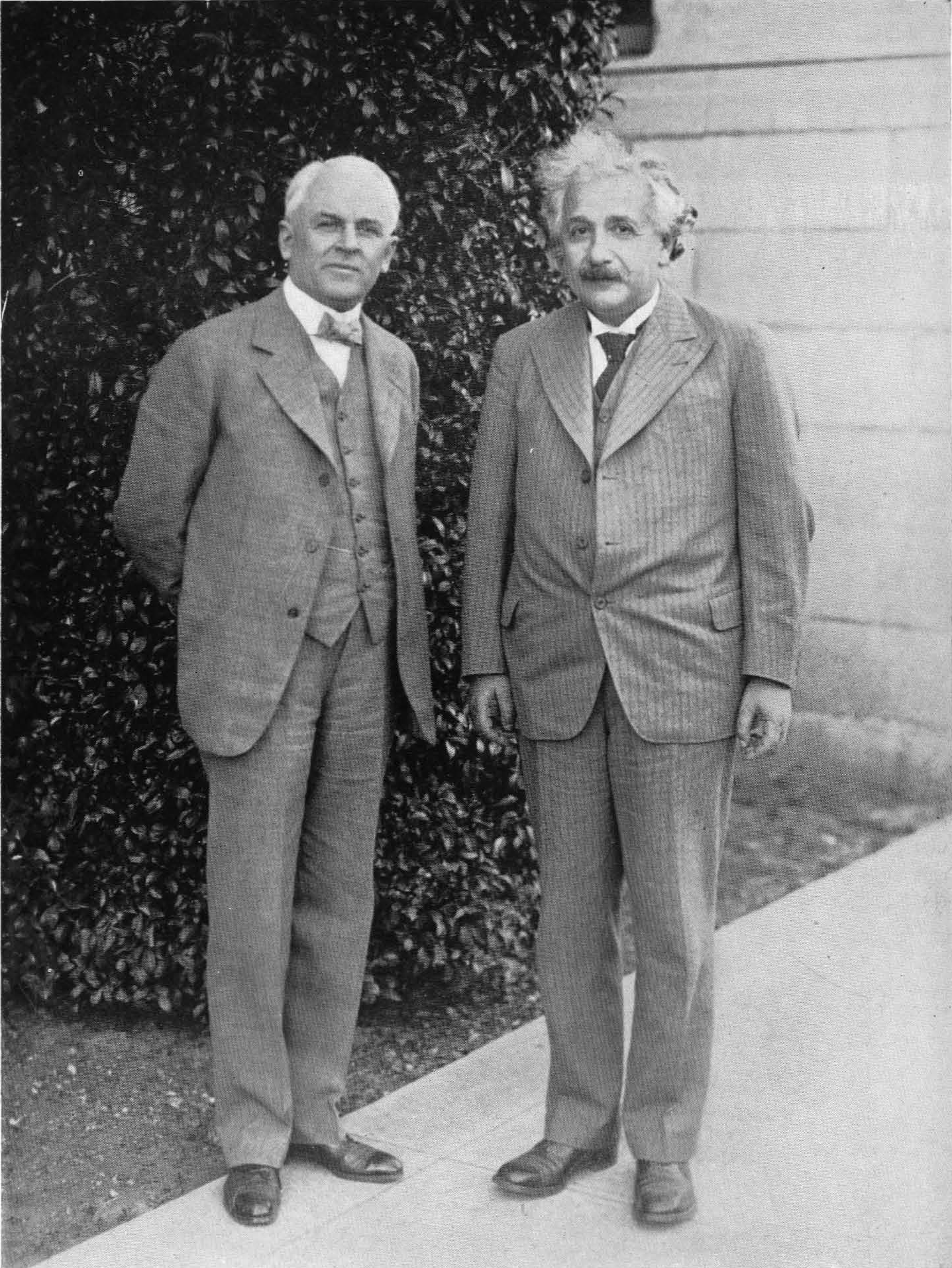
رابرت آ. میلیکان و آلبرت انیشتین در مؤسسه فناوری کالیفرنیا، ۱۹۳۲

در ادامه، اینشتین به کالیفرنیا سفر کرد جایی که او رئیس مؤسسه فناوری کالیفرنیا و برنده جایزه نوبل، رابرت میلیکان را دیدار کرد. دوستی با میلیکان کمی عجیب و غریب به‌نظر می‌رسید چراکه میلیکان میل شدیدی به نظامی‌گری میهن‌پرستانه داشت در حالی‌که اینشتین یک صلح‌طلب شناخته شده بود. در طول یک سخنرانی برای دانشجویان کلتک، او به این موضوع اشاره کرد که زیانی که علم ایجاد کرده‌است به‌مقدار کمی، بیشتر از فوایدش بوده‌است.
تنفر از جنگ، منجر شد که اینشتین، رابطه نزدیکی با دو صلح‌طلب معروف یعنی آپتون سینکلر و چارلی چاپلین ارتباط دوستانه‌ای برقرار کند. کارل لمله رئیس وقت یونیورسال پیکچرز برای اینشتین بازدیدی را برگزار کرد که طی آن او را با چاپلین آشنا کرد. این دیدار سبب شد که چاپلین، اینشتین و اِلسا را برای صرف شام به خانه خود دعوت کند. چاپلین در مورد اینشتین می‌گوید که او دارای یک شخصیت بیرونی، آرام و نجیب است که به‌نظر می‌رسد در حال پنهان کردن «باطن فوق‌العاده عاطفی» خود است که این ناشی از «انرژی فوق‌العاده فکری» اوست.: 320 
چند روز بعد قرار بود یکی از فیلم‌های چاپلین با نام روشنایی‌های شهر اکران شود و به همین خاطر چاپلین، اینشتین و اِلسا را برای ملحق شدن به او به‌عنوان مهمان ویژه دعوت کرد. والتر ایزاکسون زندگی‌نامه نویس اینشتین، این لحظه را به‌عنوان «یکی از به‌یاد ماندنی‌ترین لحظات، در عصر جدید چهره‌های مشهور» توصیف می‌کند. چاپلین پس از بازگشت از سفر بعدی خود که به برلین، در خانه خود، از اینشتین دیدار کرد و در مورد آپارتمان کوچک محقرانه او و پیانویی که اینشتین آن را می‌نواخت، صحبت کرد. چاپلین تصور می‌کرد این پیانو احتمالاً توسط نازی‌ها به عنوان هیزم برای برقراری آتش استفاده شده‌است.: 322 

### سال ۱۹۳۳: مهاجرت به آمریکا

کاریکاتوری از اینیشتین که بالهای صلح‌طلبی خودش را کنار انداخته‌است و شمشیری با عنوان «آمادگی» در دست دارد.

در فوریه ۱۹۳۳ در حالی‌که اینشتین در حال گذراندن سفری به آمریکا بود متوجه شد که نازی‌ها در آلمان تحت فرماندهی آدولف هیتلر، به‌قدرت رسیده‌اند. در همین زمان او مشغول گذراندن سومین دوره دوماهه از فرصت مطالعاتی خود در مؤسسه فناوری کالیفرنیا در پاسادنا بود. اینشتین و همسرش اِلسا در ماه مارس به اروپا بازگشتند و طی همین سفر متوجه شدند که حکومت رایش در آلمان، فرمان فعال‌سازی ۱۹۳۳ را در ۲۳ مارس تصویب کرده‌است که طی آن دولت هیتلر عملاً به یک رژیم دیکتاتور تبدیل شد و برهمین اساس آن‌ها نتوانستند به برلین سفر کنند. آن‌ها سپس متوجه شدند که کلبه آن‌ها توسط نازی‌ها تصرف و قایق بادبانی اینشتین توقیف شده‌است. در ۲۸ مارس، به‌محض این‌که اینشتین پایش به شهر آنتورپ در خاک بلژیک رسید، فوراً به کنسولگری آلمان رفت و پاسپورت خود را تحویل داد و به این طریق رسماً ملیت آلمانی خود را باطل کرد. نازی‌ها سپس قایق او را فروختند و کلبه او را به کمپ جوانان طرفدار هیتلر تبدیل کردند.

#### وضعیت پناهندگی
در آوریل ۱۹۳۳ اینشتین متوجه شد که حکومت آلمان، قانونی را تصویب کرده‌است که مانع از تصدی سمت‌های رسمی توسط یهودیان می‌شود که تدریس در دانشگاه نیز از جمله این سمت‌ها بود. جرالد هولتون فیزیک‌دان و مورخ آمریکایی اوضاع را این‌گونه توصیف می‌کند که عملاً هیچ‌یک از همکارانشان به این موضوع که هزاران دانشمند یهودی به یک‌باره مجبور به ترک موقعیت کاری خود شده بودند و اسامی آن‌ها از مؤسسه‌ها و دانشگاه‌های محل کارشان حذف شده بود اعتراض نکردند.
یک ماه بعد کارهای اینشتین، مورد حمله اتحادیه دانشجویی آلمان در کتاب‌سوزان نازی‌ها قرار گرفت. این مراسم به تحریک یوزف گوبلس که مخالف سرسخت یهودیان بود آغاز شده بود. یکی از مجله‌های آلمان نام اینشتین را با عنوان «هنوز اعدام نشده‌است» در فهرست دشمنان رژیم آلمان آورد و جایزه‌ای ۵۰۰۰ دلاری برای سر او تعیین کرد. اینشتین در نامه‌ای دیگر که به دوست فیزیک‌دان خود، ماکس بورن که پیش‌تر آلمان را به مقصد انگلیس ترک کرده بود نوشت: «باید اقرار کنم که این میزان از خشونت و بزدلی که مشاهده می‌کنم مرا متعجب نموده‌است». پس از مهاجرت به آمریکا، او کتاب سوزی نازی‌ها را «قلیان احساسی خودجوش» توسط یک سری «روشن‌فکر عامه‌پسند» نامید که «بیشتر از هرچیزی در جهان از تأثیر انسانی دارای قدرت تفکر و استقلال فکری» می‌ترسند.

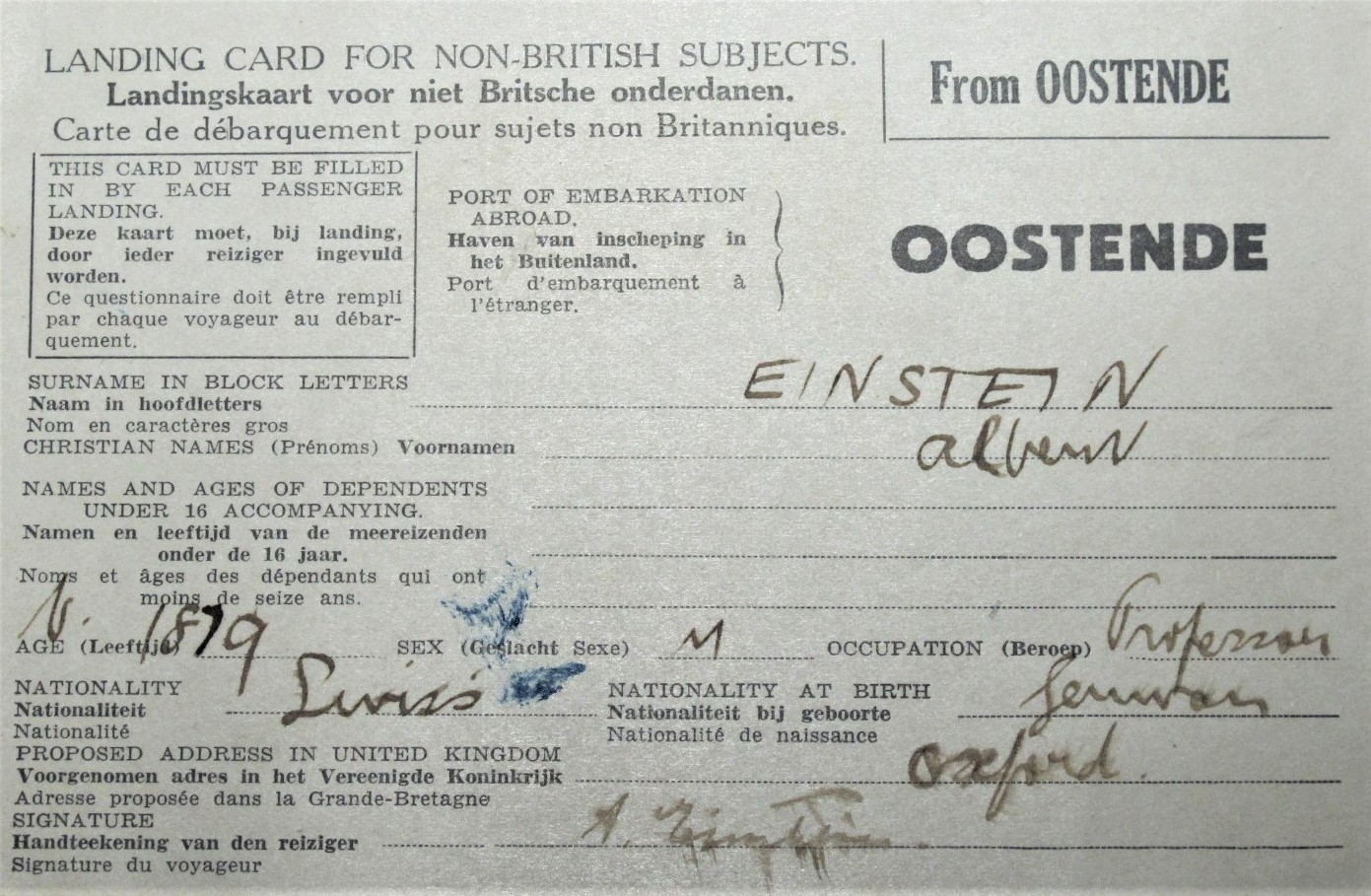
کارت مربوط به ورود اینشتین به خاک انگلیس در ۲۷ مه ۱۹۳۳ زمانی که از اوستنده در بلژیک به دوور در انگلیس پرواز کرد تا به آکسفورد برود.

اینشتین که حالا خانه‌ای دائمی نداشت در مورد این‌که محل زندگی و کار او کجا خواهد بود نامطمئن بود. او به‌همان اندازه نیز نگران سرنوشت تعداد بی‌شماری از دانشمندانی بود که در آلمان گرفتار رژیم نازی شده بودند. او یک خانه در دو آن در بلژیک اجاره کرد که چند ماهی در آن زندگی کرد. در اواخر سال ۱۹۳۳ به دعوت فرمانده نیروی دریایی، اولیور لاکر-لامپسون که از چندین سال پیش با اینشتین رابطه دوستانه‌ای برقرار کرده بود برای شش هفته به انگلیس رفت. لاکر-لامپسون از او دعوت کرد تا در نزدیکی در خانه او در شهرک کومر، در یک کابین چوبی در روستایی به‌نام روتن زندگی کند. برای محافظت از اینشتین، لاکر-تامپسون دو محافظ استخدام کرد تا از او در کابینی که قرار بود در آن زندگی کند محافظت کنند. در ۲۴ ژوئیه ۱۹۳۳ تصویری از این محافظان با اسلحه شات‌گان و در حال نگهبانی از اینشتین در روزنامه دیلی هرالد منتشر شد. لاکر-تامپسون اینشتین را به دیدار چرچیل، آستن چیمبرلن و نخست‌وزیر سابق، دیوید لوید جرج برد. اینشتین از آن‌ها خواست تا به یهودیان کمک کنند تا از آلمان خارج شوند. مورخ بریتانیایی، وینستون گیلبرت اشاره می‌کند که چرچیل فوراً پاسخ مثبت داد و پس از آن، دوست فیزیک‌دان خودش، فریدریش لیندمان را به آلمان فرستاد تا به خروج دانشمندان آلمانی و اسکان دادن آن‌ها در دانشگاه‌های بریتانیایی کمک کند. چرچیل سپس متوجه شد که خروج یهودیان از آلمان موجب کاهش سطح استانداردهای فنی آلمانی‌ها شده‌است که این موجب برتری نیروهای متفقین بر آلمانی‌ها از نظر فناوری شد.
اینشتین سپس با سران کشورهای مختلف از جمله نخست‌وزیر ترکیه، عصمت اینونو تماس گرفت. اینشتین در نامه‌ای در سپتامبر ۱۹۳۳ از او درخواست کمک به دانشمندان یهودی بیکار شده را کرد. در نتیجه این نامه اینشتین و دعوت دانشمندان یهودی به ترکیه، در مجموع جان ۱۰۰۰ نفر از آن‌ها نجات داده شد.
در همین زمان که اینشتین مشغول گفتگو و کمک به حل مشکل بحران اروپا بود لاکر-تامپسون لایحه‌ای به مجلس ارائه کرد که در آن شهروندی انگلیسی برای اینشتین در نظر گرفته شده بود. او در یکی از سخنرانی‌هایش رفتار آلمان با یهودیان را تقبیح کرد و در همان زمان از آنجا که یهودیان از همه جا رانده شده بودند طرحی را برای اسکان آن‌ها در فلسطین مطرح کرد. او در سخنرانی خود اینشتین را یک «شهروند جهانی» توصیف کرد که باید حداقل به او یک پناهگاه موقت در بریتانیا داده شود. با وجود سخنرانی لاکر-تامپسون در حمایت از اینشتین، هردو لایحه‌ای که در این زمینه ارائه شده بود رد شد با این‌حال اینشتین پیشنهادی که پیش‌تر از طرف مؤسسه مطالعات پیشرفته در دانشگاه پرینستون در شهر نیوجرسی که پیش‌تر به او ارائه شده بود را پذیرفت تا بتواند از این طریق به‌عنوان پژوهشگر مقیم ساکن آمریکا شود.

#### پژوهشگر مقیم در مؤسسه مطالعات پیشرفته

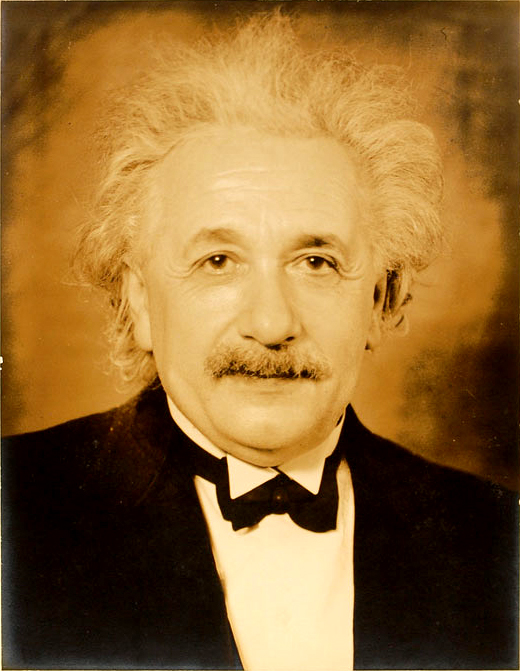
پرتره‌ای از آلبرت اینشتین در پرینستون، سال ۱۹۳۵

در اکتبر ۱۹۳۳ اینشتین به‌دنبال یک پیشنهاد کاری در مؤسسه مطالعات پیشرفته، به آمریکا بازگشت که عملاً نوعی پناهندگی علمی برای فرار از رژیم آلمان نازی به‌حساب می‌آمد. در آن زمان، اغلب دانشگاه‌های آمریکایی مانند هاروارد، پرینستون و ییل، دارای کم‌ترین میزان یا به‌کلی فاقد دانشجویان و اعضای هیئت علمی یهودی بودند که این موضوع در نتیجه سهمیه بندی یهودیان بود. این موضوع نهایتاً در اواخر ۱۹۴۰ میلادی به پایان رسید.
اینشتین هنوز در مورد آینده خود مردد بود. او از چندین دانشگاه اروپایی پیشنهادهایی دریافت کرد؛ از جمله کرایست چرچ در آکسفورد که پیش‌تر بین سال‌های ۱۹۳۱ تا ۱۹۳۳ سه دوره کوتاه در آنجا حضور داشت و از آنجا یک پیشنهاد دانشجویی پنج ساله دریافت کرده بود. با این‌حال، او سرانجام در سال ۱۹۳۵ به این نتیجه رسید که زندگی دائمی در آمریکا را بپذیرد و برای اخذ تابعیت درخواست دهد.
همکاری اینشتین با مؤسسه مطالعات پیشرفته تا سال ۱۹۵۵ یعنی تا زمان مرگ او ادامه داشت. او یکی از چهار نفری بود که در این مؤسسه جدید انتخاب شده بودند (دو نفر دیگر از آن چهار، جان فون نویمان و کورت گودل بودند). اینشتین به‌سرعت ارتباط دوستانه‌ای با گودل برقرار کرد. این دو مسیرهای طولانی را با یکدیگر قدم می‌زدند و در مورد کارهایشان صحبت می‌کردند. در پرینستون، بروریا کافمن دستیار او بود که سپس خود فیزیک‌دان شد. در طول این دوره، اینشتین، تلاش کرد تا نظریه میدان واحد را توسعه دهد و همچنین تفسیر پذیرفته شده از مکانیک کوانتومی را رد کند که در انجام هر دو مورد، ناموفق بود.

#### جنگ جهانی دوم و پروژه منهتن

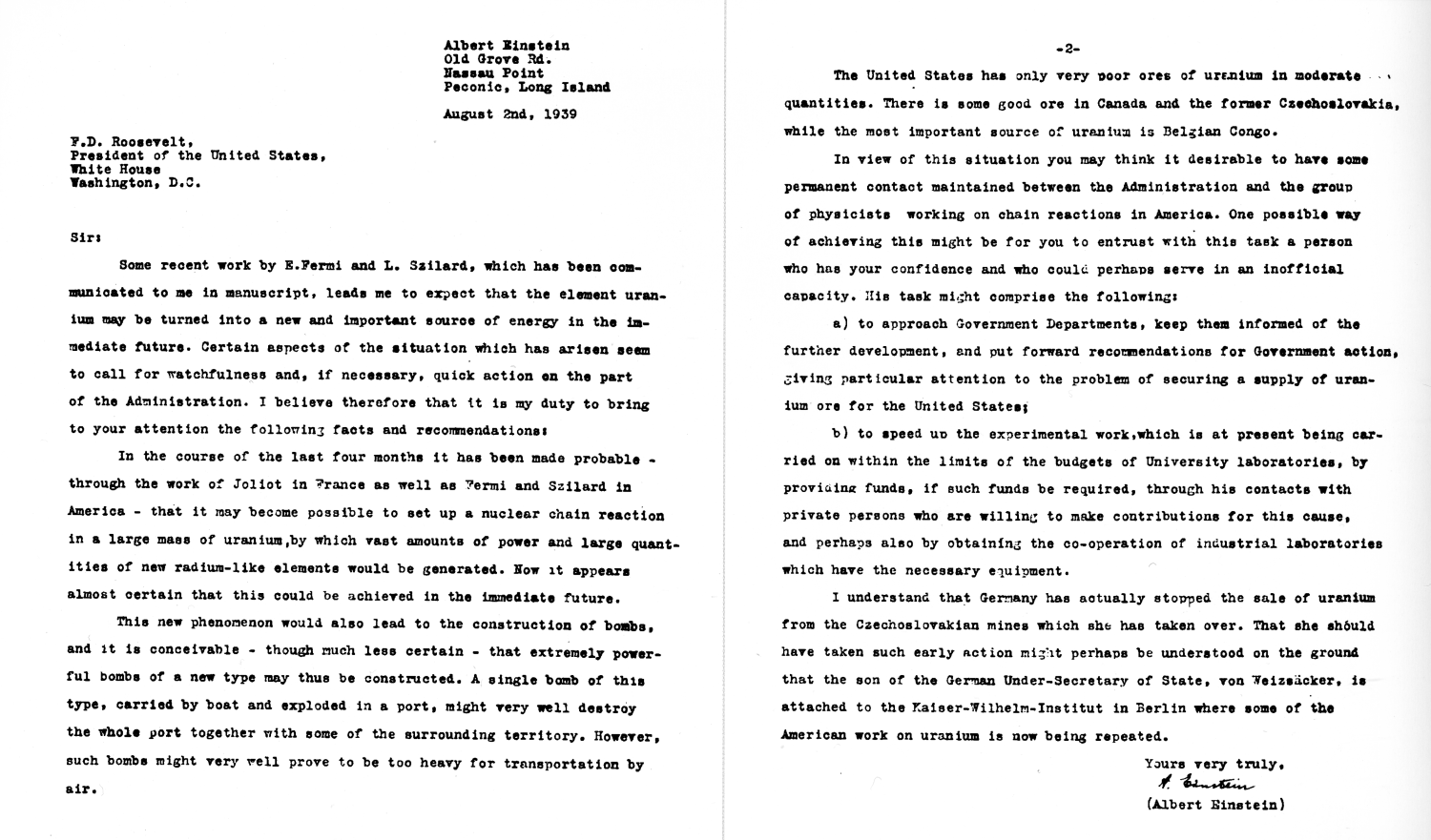
نامه اینشتین–زیلارد، نامه‌ای که توسط لئو زیلارد نوشته و به امضای آلبرت اینشتین رسید و در نهایت، در تاریخ ۲ اوت ۱۹۳۹ به فرانکلین روزولت تحویل داده شد.

در سال ۱۹۳۹ گروهی از فیزیک‌دان‌های مجارستانی از جمله لئو زیلارد که به آمریکا مهاجرت کرده بود به دولت ایالات متحده آمریکا دربارهٔ برنامه نازی‌ها برای ساخت بمب اتمی هشدار دادند اما به آن‌ها توجه نشد. اینشتین و زیلارد در کنار سایر دانشمندان پناهنده به آمریکا مانند ادوارد تلر و یوجین ویگنر بر خود لازم دانستند که به آمریکایی‌ها در مورد احتمال موفقیت دانشمندان آلمانی در مسابقه ساخت بمب اتمی، هشدار دهند و اعلام کنند که هیتلر بسیار مایل خواهد بود که از چنین سلاحی استفاده کند. زیلارد و ویگنر برای این که مطمئن شوند آمریکا از خطر موردنظر کاملاً آگاهی یافته‌است در ژوئیه ۱۹۳۹ چند ماه پیش از آغاز جنگ جهانی دوم در اروپا، به دیدار اینشتین رفتند تا از امکان ساخت بمب اتمی بگویند چراکه اینشتین یک صلح طلب و هرگز چنین چیزی را نظر نگرفته بود. آن‌ها از وی خواستند تا با نوشتن نامه‌ای با مخاطب قرار دادن رئیس‌جمهور روزولت، از این موضوع حمایت کند که آمریکا باید به این موضوع توجه کند و پژوهش‌هایی در مورد سلاح‌های هسته‌ای را آغاز کند. باور برخی بر این است که این نامه مسلماً یک محرک کلیدی برای اتخاذ یک تصمیم جدی در زمینه آغاز پژوهش‌هایی برای ساخت سلاح‌های هسته‌ای در آغاز جنگ جهانی دوم بوده‌است. علاوه‌بر این نامه، اینشتین از ارتباط‌های خودش با خانواده سلطنتی بلژیک و ملکه مادر بلژیک نیز استفاده کرد تا از آن طریق بتواند یک فرستاده شخصی به دفتر بیضی کاخ سفید بفرستد.
از نظر اینشتین، جنگ یک بیماری بود و او همواره به‌دنبال خودداری در برابر جنگ بود. با امضای چنین نامه‌ای به روزولت، اینشتین در پاسخ به سردبیر کایزو گفت که او قدمی برخلاف افکار و عقاید صلح طلبانه خود برداشته است. در سال ۱۹۵۴ و یک سال پیش از مرگ، اینشتین به دوست قدیمی خودش، لینوس پاولینگ گفت: «من یک اشتباه بزرگ در زندگی کرده‌ام، که نامهٔ توصیه به ساخت بمب اتمی به روزولت را امضا کردم. اما برایش یک دلیل داشتم؛ خطر ساخت این بمب از سوی آلمانی‌ها …»

#### شهروندی آمریکا

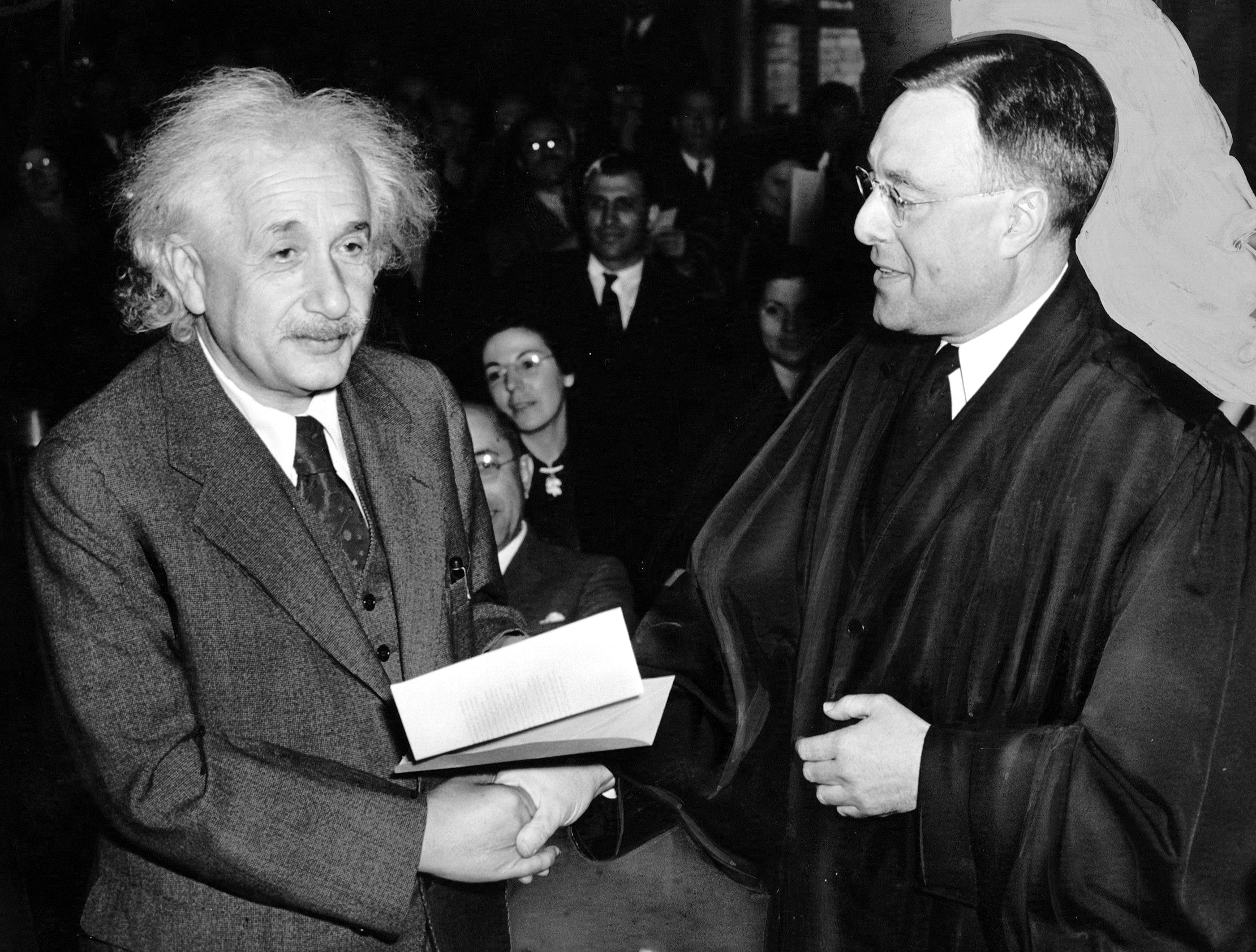
اعطای گواهی‌نامه شهروندی آمریکا به اینشتین توسط فیلیپ فورمن

اینشتین در سال ۱۹۴۰ موفق به کسب شهروندی آمریکا شد. مدت کوتاهی از نشستن او بر کرسی مؤسسه مطالعات پیشرفته در پرینستون نگذشته بود که او شروع به بیان نظراتش در تقدیر از شایسته‌سالاری در فرهنگ آمریکا در مقایسه با اروپا کرد. او معتقد بود که افراد حق دارند در مورد آنچه که موجب شادی آن‌ها می‌شود، بدون موانع اجتماعی، تفکر و صحبت کنند زیرا این آزادی سبب می‌شود که انسان‌ها تشویق شوند و خلاقیت بیشتری از خود نشان دهند خصیصه‌ای که او از دوران کودکی بسیار برای آن اهمیت قایل بود.
اینشتین به انجمن ملی پیشرفت رنگین‌پوستان در پرینستون پیوست جایی که کارزاری برای حقوق مدنی آمریکایی–آفریقایی‌تبارها راه افتاده بود. او نژادپرستی آمریکایی را بدترین بیماری خواند که از دید او، نسل به نسل منتقل می‌شود. در نتیجه بخشی از این مشارکت‌های مخالف نژادپرستی، او با یک فعال حقوق مدنی ویلیام دوبوآ مکاتبه کرد و حاضر شد تا در سال ۱۹۵۱ برای شهادت در دفاع از او، در دادگاه حاضر شود. زمانی که نام اینشتین به‌عنوان شاهد در دادگاه مربوط به ویلیام دوبوآ اعلام شد قاضی پرونده تصمیم به رها کردن پرونده گرفت.
در سال ۱۹۴۶ اینشتین، از دانشگاه لینکلن در پنسیلوانیا که به‌صورت تاریخی یک کالج مخصوص سیاه‌پوستان بود بازدید کرد و مدرک افتخاری نیز دریافت کرد. اینشتین یک سخنرانی در مورد نژادپرستی در آمریکا انجام داد و در آن گفت: «قصد ندارم که در مورد این مسئله ساکت باشم». یکی از ساکنان پرینستون به‌خاطر می‌آورد که اینشتین یک‌بار شهریه کالج یک دانشجوی آمریکایی–آفریقایی‌تبار را پرداخته بود.

### زندگی شخصی

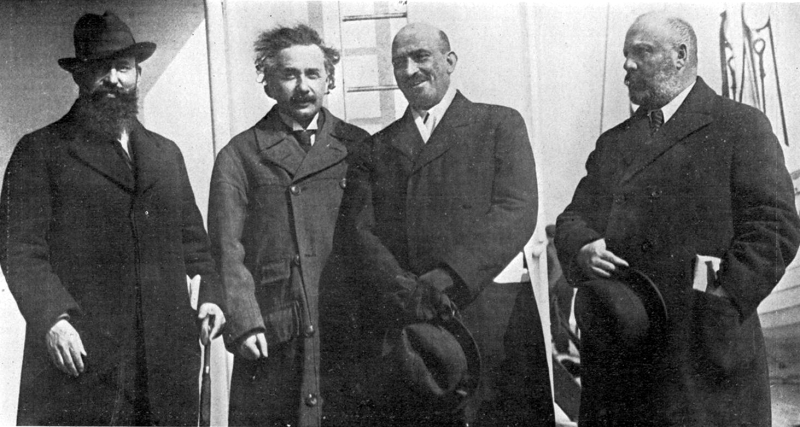
آلبرت اینشتین در کنار حییم وایزمن، نخستین رئیس‌جمهور اسرائیل و کاشف استون، سال ۱۹۲۱

#### کمک به نهضت‌های صهیونیستی
اینشتین یکی از چهره‌های شناخته شده و اصلی در تأسیس دانشگاه عبری اورشلیم در سال ۱۹۲۵ بود که خود نیز در نخستین هیئت رئیسه آن عضویت داشت. در سال ۱۹۲۱ بیوشیمی‌دانی به‌نام حییم وایزمن که رئیس سازمان جهانی صهیونیسم بود از او خواست تا به جمع‌آوری کمک مالی برای این دانشگاه کمک کند. او همچنین پیشنهادهای مختلفی برای آغاز برنامه‌ها داشت.
او توصیه کرد که یک مؤسسه کشاورزی به‌منظور به‌کارگیری زمین‌های توسعه نیافته، تأسیس شود. او پیشنهاد کرد که در ادامه باید یک مؤسسه شیمی و یک مؤسسه میکروبیولوژی برای مبارزه با انواع بیماری‌های همه‌گیر مانند مالاریا ایجاد شود که به گفته او، مالاریا شیطانی است که موجب تضعیف یک سوم توسعه کشور می‌شود.: ۱۶۱  همچنین افزود که تأسیس یک مؤسسه مطالعات شرقی در هر دو زبان عبری و عربی برای پژوهش‌های علمی کشور و همچنین بناهای تاریخی آن بسیار مهم است.: ۱۵۸ 
اینشتین ملی‌گرا نبود و با ایجاد یک دولت مستقل یهودی مخالفت کرد. او احساس می‌کرد موج‌های یهودیان وارد شونده از طریق علیا می‌توانند در کنار عرب‌های حاضر در فلسطین زندگی کنند. دولت اسرائیل بدون کمک او در سال ۱۹۴۸ تأسیس شد؛ حضور اینشتین در صهیونیسم محدود به نقشی حاشیه ای بود. حییم وایزمن سپس نخستین رئیس‌جمهور اسرائیل شد. پس از مرگ او در قدرت در سال ۱۹۵۲، داوید بن گوریون، نخست‌وزیر وقت با اصرار روزنامه‌نگاری به‌نام عزرائیل کارلیباخ، پیشنهاد رئیس‌جمهوری اسرائیل را که پستی غالباً تشریفاتی است به اینشتین داد. این پیشنهاد توسط سفیر اسرائیل در واشینگتن، آبا ابن به اینشتین ارائه شد. ابن، در این باره می‌گوید که این پیشنهاد، مظهر عمیق‌ترین احترامی است که مردم یهود می‌توانند به هر یک از پسران خود داشته باشند. اینشتین پیشنهاد را رد کرد و در پاسخ نوشت که «عمیقاً تحت تأثیر این پیشنهاد قرار گرفته‌ام» و «این ناراحت‌کننده و مایه شرم است» که او نمی‌تواند چنین پیشنهادی را قبول کند.

#### علاقه به موسیقی
«اگر A معادل موفقیت در زندگی باشد، آنگاه A مساوی X+Y+Z است که در این معادله، X= کار و تلاش، Y= ساز زدن و Z= بسته نگه داشتن دهانتان است.»

—آلبرت اینشتین

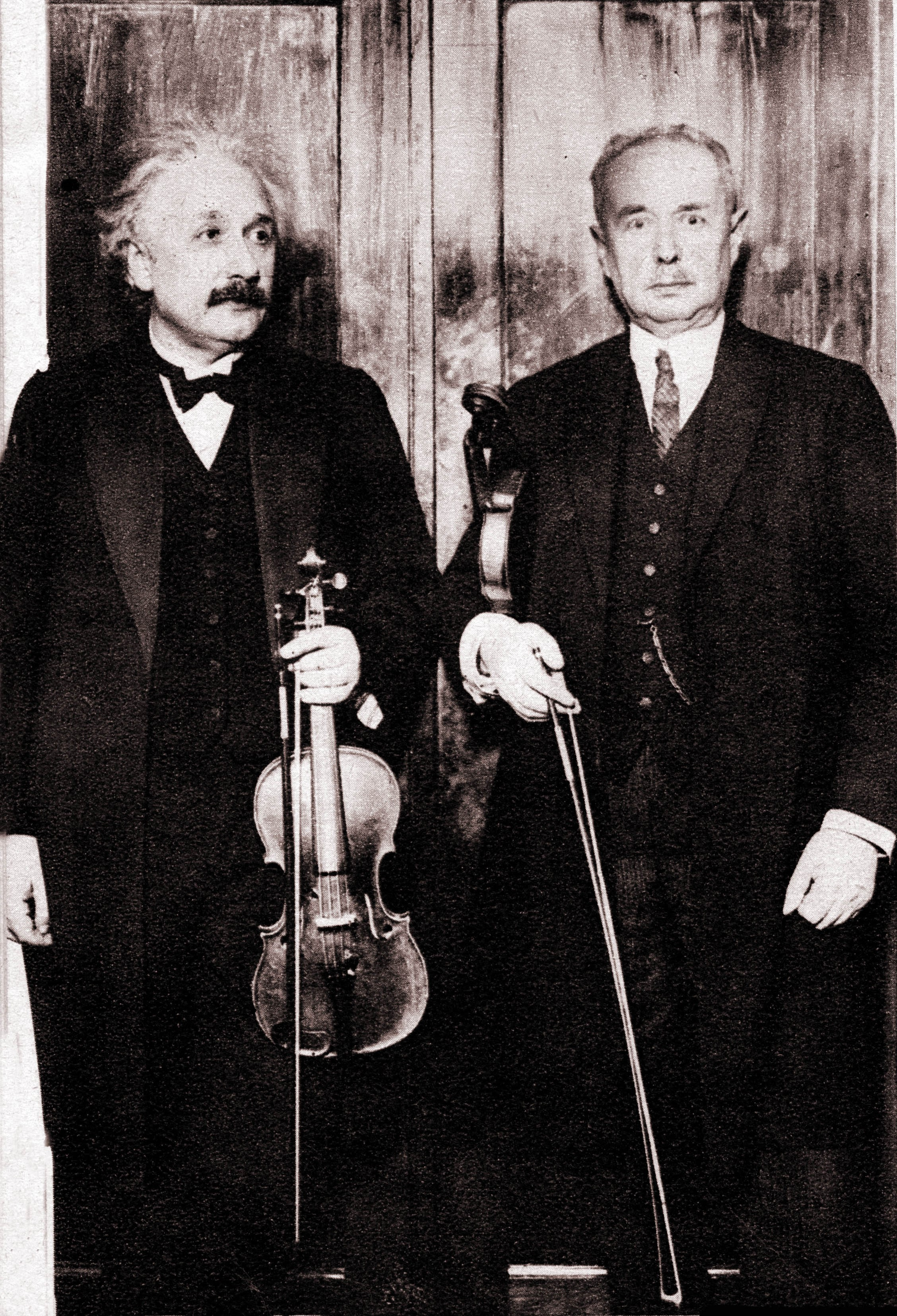
انیشتین و لواندوفسکی، نواختن ویولون در کنسرت خیریه، برلین، ۲۹ ژانویه ۱۹۳۰

اینیشتین از سنین کودکی به موسیقی علاقه داشت. او در آخرین نوشته‌های خود می‌گوید: «اگر یک فیزیک‌دان نبودم، احتمالاً یک موسیقی‌دان می‌شدم. من غالباً به موسیقی فکر می‌کنم. من با رویاهایم در موسیقی زندگی می‌کنم. [...] من بیش‌ترین لذت در زندگی را از موسیقی می‌برم.»
مادر او تبحر خاصی در نواختن پیانو داشت و می‌خواست پسرش نیز کار با ویولن را یاد بگیرد اما نه به این خاطر که موجب علاقه‌مندی او به موسیقی شود بلکه به این خاطر که از نظر او، موسیقی به جذب فرهنگ آلمان کمک می‌کرد. طبق نظر رهبر ارکستر لئون بوستین، اینشتین از پنج سالگی قادر به نواختن موسیقی بود. اگرچه، او در آن زمان از نواختن موسیقی لذت نمی‌برد.
زمانی که آلبرت اینشتین به ۱۳ سالگی رسید، سونات‌های ویولن موتسارت را پیدا کرد که موجب علاقه‌مندی او به آهنگ‌های موتسارت شد و با علاقه بیشتری موسیقی را دنبال کرد. اینشتین به‌صورت خودآموز و بدون تمرین مرتب و با برنامه، نواختن موسیقی را آموخت. او در این باره گفته‌است که «عشق، معلم بهتری در مقایسه با حس وظیفه است». در سن ۱۷ سالگی، زمانی که مشغول زدن سونات ویولن بتهوون بود ممتحن مدرسه آرائو صدای ساز او را شنید. ممتحن بعد از شنیدن صدای موسیقی گفت که او «به‌صورت قابل توجه و آشکاری دارای بینش عالی است». لئون بوستین می‌نویسد که آنچه ممتحن را تحت تأثیر قرار داد، این بود که آلبرت با کیفیتی که در آن قطعه کوتاه ارائه کرد عشق عمیقی از موسیقی را به نمایش گذاشت. موسیقی برای این دانش‌آموز معنایی غیرمعمول داشت.
موسیقی نقشی محوری و همیشگی در زندگی آلبرت اینشتین در آن دوران داشت. با این‌حال، او هیچ‌گاه به این که یک موسیقی‌دان حرفه‌ای شود، فکر نکرد. در سال ۱۹۳۱ در حالی که او سرگرم پژوهش‌هایش در مؤسسه فناوری کالیفرنیا بود در بازدید از هنرستان زولنر در لس آنجلس، چند قطعه از بتهوون و موتسارت را اجرا کرد. در اواخر عمر، زمانی که اعضای گروه موسیقی جولیارد کوارتت او را در پرینستون دیدار کردند او قطعه‌ای را برای آن‌ها اجرا کرد که باعث شد آن‌ها تحت تأثیر هماهنگی و اجرای او قرار بگیرند.

#### دیدگاه‌های سیاسی و مذهبی
«ملی‌گرایی یک بیماری بچه‌گانه‌است، مانند بیماری سرخک برای نژاد انسان»

—آلبرت اینشتین
در سال ۱۹۱۸ اینشتین، یکی از بنیان‌گذاران حزب دموکرات آلمان به‌عنوان یک حزب لیبرال بود. با این‌حال، او سپس به سمت سوسیالیسم و نقد سرمایه‌داری گرایش پیدا کرد که جزئیات آن را در مقاله‌ای با عنوان «چرا سوسیالیسم؟» ارائه کرده‌است. گاه از اینشتین خواسته می‌شد تا نظراتش را در مورد موارد نامربوط به فیزیک نظری یا ریاضیات ارائه کند. او به‌شدت از ایده یک حکومت جهانی دموکراتیک در غالب یک فدراسیون جهانی دفاع می‌کرد. اداره تحقیقات فدرال آمریکا موسوم به اف‌بی‌آی (FBI) از سال ۱۹۳۲ یک پرونده مخفی در مورد او تشکیل داده بود که در زمان مرگ اینشتین تعداد صفحات آن به ۱۴۲۷ صفحه رسیده بود.
اینشتین عمیقاً تحت تأثیر مهاتما گاندی قرار داشت. او با گاندی نامه‌نگاری می‌کرد و در یکی از نامه‌هایی که در مورد او نوشت او را یک «الگو برای نسل‌های آینده» دانست.
اینشتین در مصاحبه‌ها و نوشته‌های زیادی از دیدگاه معنوی خود سخن گفت. او گفت که به خدایی که در فلسفه همه‌خدایی اسپینوزا توصیف شده‌است احساس نزدیکی می‌کند. او به خدای شخص‌وار (مانند خدای توصیف شده در ادیان ابراهیمی) معتقد نبود؛ خدایی که مراقب سرنوشت و کردار انسان‌ها است و از نظر اینشتین، باور به چنین چیزی، ساده‌لوحانه به‌شمار می‌آید. او صراحتاً گفت که «من خداناباور نیستم» و ترجیح می‌دهم خود را ندانم‌گرا یا یک «مذهبی عمیقاً ناباور» بنامم. زمانی که از او پرسیده شد آیا به زندگی پس از مرگ معتقدی او پاسخ داد: نه، همین یک زندگی برای من کافی است.
اینشتین عمدتاً به گروه‌های انسان‌گرای سکولار و فرهنگ اخلاقی هم درآمریکا و هم در بریتانیا نسبت داده می‌شود. او در هیئت مشاوره نخستین انجمن اومانیستی نیویورک حضور داشت و همچنین یکی از اعضای افتخاری انجمن عقل‌گرایان نیز بود که انتشار مجله‌ای با عنوان انسانیت جدید
را در بریتانیا به‌عهده داشتند. در مراسم ۷۵ سالگی انجمن فرهنگ اخلاق برای نیویورک او گفت که اندیشه فرهنگ اخلاقی تصور آنچه در گرایش‌های دینی ارزشمندترین و ماندگار موضوع در آرمان‌گرایی است را در او تجسم بخشید. از نظر او بدون فرهنگ اخلاقی، هیچ راه نجاتی برای بشریت وجود ندارد.
در تاریخ ۳ ژانویه ۱۹۵۴ و ۱۴ ماه پیش از مرگ، در پیامی در یک و نیم صفحه که به‌صورت دست‌نویس و به‌زبان آلمانی نوشته شده بود اینشتین به گات‌کیند فیلسوف آلمانی و یهودی نوشت: کلام خدا برای من چیزی جز بیان و محصول نقاط ضعف انسانی نیست کتاب مقدس مجموعه‌ای از افسانه‌های محترم اما هنوز نسبتاً ابتدایی است. هیچ تفسیری، فارغ از این که چقدر پیچیده باشد نمی‌تواند چیزی را در مورد آن تغییر دهد. [...] برای من دین یهودیت مانند دین‌های دیگر تجسم کودکانه‌ترین خرافات است. [...] من نمی‌توانم هیچ چیز انتخاب شده‌ای در مورد آن‌ها ببینم.

### مرگ

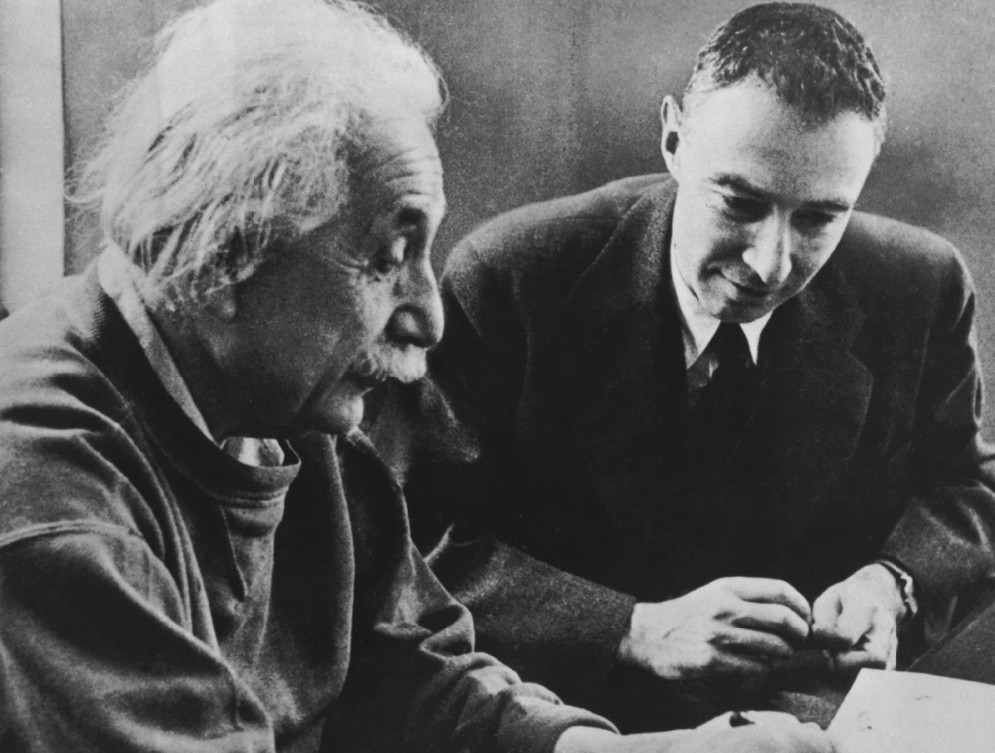
آلبرت انیشتین و رابرت اوپنهایمر، حدود سال ۱۹۵۰

در ۱۷ آوریل ۱۹۵۵ اینشتین دچار خون‌ریزی داخلی ناشی از پارگی آنوریسم آئورت شکمی شد. این مشکل در سال ۱۹۴۸ هم برای او پیش آمده بود که توسط جراحی به‌نام رودولف نیسن حل شده بود. او پیش‌نویسی را که برای سخنرانی تلویزیونی خود به مناسبت هفت سالگی اسرائیل، آماده کرده بود با خود به بیمارستان برد اما آنقدر زنده نماند که آن را کامل کند.
اینشتین از پذیرش جراحی خودداری کرد و گفت «من وقتی می‌روم که بخواهم. طولانی کردن زندگی به‌صورت مصنوعی، بی‌مزه است. من سهم خودم را انجام داده‌ام، الان وقت رفتن است. من این کار را به زیبایی انجام خواهم داد.» صبح روز بعد او در بیمارستانی در پرینستون و در سن ۷۶ سالگی درگذشت؛ در حالی‌که تقریباً تا واپسین روزهای زندگی نیز مشغول کار بود.
در طول کالبدشکافی، آسیب‌شناس دانشگاه پرینستون، توماس استولتز هاروی بدون اجازه خانواده اینشتین، مغز او را خارج کرد به این امید که علم عصب‌شناسی در آینده بتواند علت نبوغ او را کشف کند. بقایای آلبرت اینشتین سوزانده و خاکستر او نیز در مکانی نامعلوم پراکنده شد.
در مراسم بزرگ‌داشت او در ۱۳ دسامبر ۱۹۶۵ در مقر یونسکو، فیزیک‌دان هسته‌ای، رابرت اوپنهایمر تصور خود را از اینشتین به‌عنوان یک شخص خلاصه کرد: «او تقریباً انسانی بدون هیچ پیچیدگی و عاری از دلبستگی به دنیا بود. … یک خلوص فوق‌العاده همواره با او بود به‌طوری که به‌یکباره به کودکی عمیقاً سرسخت تبدیل می‌شد.»

## دستاوردهای علمی
در سراسر زندگی، اینشتین صدها کتاب و مقاله منتشر کرد. او بیش از ۳۰۰ مقاله علمی و ۱۵۰ مقاله غیرعلمی منتشر کرد. دستاوردهای فکری و اصالت کار اینشتین موجب شد که در سراسر جهان نام اینشتین با کلمه نبوغ یکی دانسته شود. علاوه‌بر کارهایی که به‌تنهایی انجام داده بود او همچنین با سایر دانشمندان نیز در پژوهش‌های دیگری همکاری کرده‌است که آمار بوز-اینشتین و یخچال اینشتین از جمله آن‌ها هستند.
از سال ۱۹۸۶ مطبوعات دانشگاه پرینستون و دانشگاه عبری اورشلیم، که آلبرت اینشتین حق‌التالیف آثار خود را به آن‌ها داده‌است، بررسی حدود ۸۰۰۰۰ سند که او از خود برجای گذاشته‌است را انجام داده‌اند این مجموعه اسناد در اینشتین دیجیتال آرشیو شده‌است و شامل نامه‌ها، مقالات، کارت پستال، دفترچه یادداشت و خاطرات روزانهٔ اوست. پروژه مقالات اینشتین، که هم‌اکنون توسط دیانا کورموس-ویوچالد، استاد فیزیک و تاریخ علوم در مؤسسه فناوری کالیفرنیا ویرایش می‌شود، حدود ۳۰ جلد پیش‌بینی شده که ۱۴ جلد آن را چاپ و منتشر کرده‌است.

### سال ۱۹۰۵ – مقاله‌های استثنائی اینشتین
چهار مقاله استثنایی اینشتین، در زمینه‌های اثر فوتوالکتریک (که منجر به نظریه کوانتوم شد)، حرکت براونی (منجر به اثبات غیرمستقیم وجود اتم‌ها و مولکول‌ها شد)، هم‌ارزی جرم و انرژی (E=mc۲) و نسبیت خاص بود که او آن‌ها را در سال ۱۹۰۵ در سالنامه فیزیک منتشر کرد. این چهار اثر، به‌قدری با اهمیت بودند که امروزه از آن‌ها به‌عنوان بنیان‌های فیزیک مدرن یاد می‌شوند که نگاه ما به فضا، زمان و ماده را کاملاً دگرگون کرد. در جدول زیر اطلاعات بیشتری در مورد این چهار مقاله آمده‌است.
| عنوان                                                                   | زمینه علمی         | تاریخ دریافت | تاریخ انتشار | تاریخ اهمیت |
| ----------------------------------------------------------------------- | ------------------ | ------------ | ------------ | --- |
| دیدگاهی اکتشافی دربارهٔ تولید و تحول نور                                 | اثر فوتوالکتریک    | ۱۸ مارس      | ۹ ژوئن       | پاسخ به معضلی حل‌نشده، با این پیشنهاد که انرژی در بسته‌هایی موسوم به کوانتاهای مجزا منتقل می‌شود. این ایده نقشی محوری در توسعه بنیان‌های نظریه کوانتوم داشت.                                                                      |
| حرکت ذرات کوچک معلق در یک مایع ثابت، مطابق با تئوری مولکولی جنبشی حرارت | حرکت براونی        | ۱۱ مه        | ۱۸ ژوئیه     | ارائه شواهدی تجربی برای نظریه اتمی و پشتیبانی از فیزیک آماری. |
| در مورد الکترودینامیک اجسام متحرک                                       | نسبیت خاص          | ۳۰ ژوئن      | ۲۶ سپتامبر   | برقراری ارتباط میان معادلات الکتریسیته ماکسول و قوانین مکانیک با ایجاد تغییرات در مکانیک که این فهم ناشی از تجزیه و تحلیل شواهد تجربی و پی‌بردن به این موضوع بود که سرعت نور، مستقل از حرکت ناظر است. بی‌اعتبار کردن نظریه اتر. |
| آیا لختی یک جسم به محتوای انرژی آن بستگی دارد؟                          | هم‌ارزی جرم و انرژی | ۲۷ سپتامبر   | ۲۱ نوامبر    | هم‌ارزی ماده و انرژی (E=mc۲) و اشاره به این موضوع که نور توسط نیروی جاذبه خم می‌شود. این مقاله همچنین به وجود انرژی سکون و بنیان‌های انرژی هسته‌ای می‌پردازد.                                                                      |

### مکانیک آماری

#### نوسانات ترمودینامیکی و فیزیک آماری
نخستین مقاله اینشتین که در سال ۱۹۰۰ به سالنامه فیزیک ارسال شد دربارهٔ اثر موئینگی بود. این مقاله با عنوان «نتیجه‌گیری‌هایی از پدیده موئینگی» در سال ۱۹۰۱ منتشر شد. دو مقاله دیگر از او در بین سال‌های ۱۹۰۲ تا ۱۹۰۳ منتشر شد که در آن‌ها تلاش کرد به پدیده اتمی از دیدگاه آماری بپردازد. این مقاله‌ها، بنیان‌هایی برای مقاله او در مورد حرکت براونی در سال ۱۹۰۵ بودند که در آن نشان داد حرکت براونی می‌تواند به‌عنوان شاهدی محکم برای وجود مولکول تلقی شود. پژوهش‌های او در سال‌های ۱۹۰۳ و ۱۹۰۴ عمدتاً متوجه اثرات اندازه متناهی اتمی بر روی پدیده نفوذ بود.

#### نظریه کدری بحرانی
اینشتین به مشکل نوسانات ترمودینامیک بازگشت و تلاش کرد مشکل را با تغییرات چگالی در یک مایع در نقطه بحرانی آن حل کند. به‌صورت معمول، نوسانات چگالی توسط مشتق دوم انرژی آزاد نسبت به چگالی کنترل می‌شود. در نقطه بحرانی، این مشتق صفر است و منجر به نوسانات زیادی می‌شود. اثر نوسانات چگالی این است که موجب پراکندگی همه طول موج‌ها می‌شود و موجب می‌شود مایع دارای ظاهری سفید و شیری‌رنگ پیدا کند. اینشتین این موضوع را به پدیده پراکندگی رایلی نسبت داد که زمانی رخ می‌دهد که اندازه ذرات از طول موج تابیده شده کوچکتر باشد و توضیحی برای علت رنگ آبی آسمان نیز به‌حساب می‌آید. اینشتین به‌صورت کمی، کدری بحرانی را از نوسانات چگالی به‌دست‌آورد و نشان داد که چطور هم این اثر و هم پراکندگی رایلی از بافت اتمی ماده ناشی می‌شود.

### نسبیت خاص
«وقتی به‌مدت دو ساعت در کنار دختری زیبا نشسته‌اید، انگار تمام آن مدت، دو دقیقه بیشتر نبوده‌است. اما وقتی یک دقیقه روی یک اجاق داغ می‌نشینید، تصور می‌کنید، دو ساعت گذشته‌است. این یعنی نسبیت.»

—آلبرت اینشتین
مقاله اینشتین با عنوان «در مورد الکترودینامیک اجسام متحرک» در ۳۰ ژوئن ۱۹۰۵ دریافت و در ۲۶ سپتامبر همان سال منتشر شد. این مقاله موفق شد که تضاد میان معادلات ماکسول (قوانین مربوط به الکتریسیته و مغناطیس) و مکانیک نیوتونی را با تغییر قوانین مربوط به مکانیک برطرف کند. این‌طور که پیداست اثرات این مقاله به بیش‌ترین شکل خود در سرعت‌های بالا نمایان می‌شود (جایی که سرعت جسم به سرعت نور نزدیک می‌شود). نظریه توسعه داده شده در این مقاله، سپس به‌عنوان نظریه نسبیت خاص اینشتین شهرت پیدا کرد.
این مقاله پیش‌بینی کرد که در چهارچوب ناظر در حال حرکت، چنانچه فردی ساعتی را همراه خود داشته باشد و در حال حرکت باشد زمان نشان داده شده توسط آن ساعت، به نظر می‌رسد که کند شده‌است و فردی که آن ساعت را حمل می‌کند دچار انقباض طول در مسیر حرکت خود می‌شود. گفته می‌شود که این مقاله ایده وجود اتر که یکی از اجزای مهم در فیزیک آن زمان بود را هم مردود کرد.

«تا آنجا که قوانین ریاضیات به واقعیت اشاره دارند، قطعی و مسلم نیستند و به همان اندازه که قطعی و مسلم باشند، از واقعیت فاصله دارند.»

—آلبرت اینشتین
در مقاله مربوط به هم‌ارزی جرم و انرژی، اینشتین معادله معروف را ارائه کرد که نتیجه‌ای از معادلات نسبیت خاص او بود. کار اینشتین در زمینه نسبیت در سال ۱۹۰۵ برای سال‌ها محلی برای مناقشه بود اما این نظریه توسط فیزیک‌دانان برجسته پذیرفته شد که نخستین نفر آن‌ها ماکس پلانک بود.
اینشتین در ابتدا نظریه نسبیت خود را بر اساس سینماتیک (علمی که مطالعه اجسام متحرک می‌پردازد) گفت. در سال ۱۹۰۸ هرمان مینکوفسکی با تفسیر مجدد این نظریه با کمک مفاهیم هندسی، آن را به‌صورت نظریه فضازمان درآورد. اینشتین این بیان مینکوفسکی را در نظریه نسبیت عام خود در ۱۹۱۵ اتخاذ کرد.

### نسبیت عام

بنابر نسبیت عام، یک جسم در یک محفظه بسته و دارای شتاب، مانند جسمی در یک میدان گرانشی رفتار می‌کند. به‌عنوان مثال، اگر شتاب یک موشک به اندازه نیروی گرانشی زمین باشد افتادن یک توپ در فضای داخل موشک (چپ) هم‌ارز افتادن یک توپ برروی زمین (راست) خواهد بود.

#### نسبیت عام و اصل هم‌ارزی
نسبیت عام یک نظریه گرانشی است که بین سال‌های ۱۹۰۷ تا ۱۹۱۵ توسط آلبرت اینشتین توسعه داده شد. مطابق نسبیت عام، کشش گرانشی مشاهده شده میان اجرام، ناشی از پیچ و تابی است که این جرم‌ها در فضازمان ایجاد کرده‌اند. نسبیت عام به‌عنوان ابزاری ویژه در اخترشناسی مدرن شناخته می‌شود. این نظریه، بنیان‌های درک فعلی ما از سیاه چاله‌ها را فراهم کرده‌است؛ مناطقی که نیروی جاذبه به‌قدری قوی است که حتی نور هم نمی‌تواند از آنجا بگریزد.
همان‌طور که اینشتین سپس گفت او نظریه نسبیت عام را به این علت توسعه داد که ایده تقدم حرکت‌های لخت در نظریه نسبیت خاص قانع کننده نبود. در حالی‌که نظریه‌ای که از ابتدا ترجیح می‌دهد هیچ حالت حرکتی (حتی موارد دارای شتاب) نداشته باشد باید رضایت بخش‌تر به نظر برسد. در نتیجه، در سال ۱۹۰۷ او مقاله‌ای را در مورد شتاب و تحت نظریه نسبیت خاص منتشر کرد. در آن مقاله تحت عنوان «درمورد اصل نسبیت و نتیجه‌ای که از آن حاصل می‌شود»، او توضیح داد که سقوط آزاد واقعاً یک حرکت لخت است و برای ناظری که در حال سقوط آزاد است باید قوانین نسبیت خاص اعمال شود. از این موضوع با نام اصل هم‌ارزی یاد می‌شود. در همان مقاله، اینشتین مواردی مانند اتساع زمان گرانشی، انتقال به سرخ گرانشی و همگرایی گرانشی پیش‌بینی کرد.{
اینشتین در سال ۱۹۱۱ مقاله دیگری تحت عنوان «در مورد تأثیر گرانش بر انتشار نور» منتشر کرد که مقاله سال ۱۹۰۷ خود را بسط داد و در آن مقدار انحراف نور توسط اجسام پرجرم را تخمین زد. این تخمین سبب شد این امکان فراهم شود که پیش‌بینی‌های نظری نسبیت عام، بتوانند برای نخستین بار به‌صورت تجربی مورد آزمایش قرار بگیرند.

#### امواج گرانشی
اینشتین در سال ۱۹۱۶ وجود امواج گرانشی را پیش‌بینی کرد: چین‌هایی در انحنای فضازمان که از به‌صورت موج منتشر می‌شوند به سمت خارج از منبع خود حرکت می‌کنند و انرژی را به‌صورت تابش گرانشی منتقل می‌کنند. امواج گرانشی نمی‌توانند در نظریه گرانش نیوتون وجود داشته باشند چراکه نظریه نیوتن برخلاف نسبیت عام، فرض را بر این می‌گذارد که برهم‌کنش‌های فیزیکی با سرعتی نامحدود منتشر می‌شوند.
نخستین شاهد غیرمستقیم از وجود امواج گرانشی در دهه ۱۹۷۰ از طریق مشاهده یک جفت ستاره نوترونی به‌دست آمد. سرانجام، پیش‌بینی اینشتین در مورد وجود امواج گرانشی، در ۱۱ فوریه ۲۰۱۶ تأیید شد؛ زمانی‌که پژوهشگران لیگو برای اولین‌بار مشاهدات خود دربارهٔ مشاهده امواج گرانشی را که در ۱۴ سپتامبر ۲۰۱۵ انجام شده بود منتشر کردند.

#### کیهان‌شناسی فیزیکی

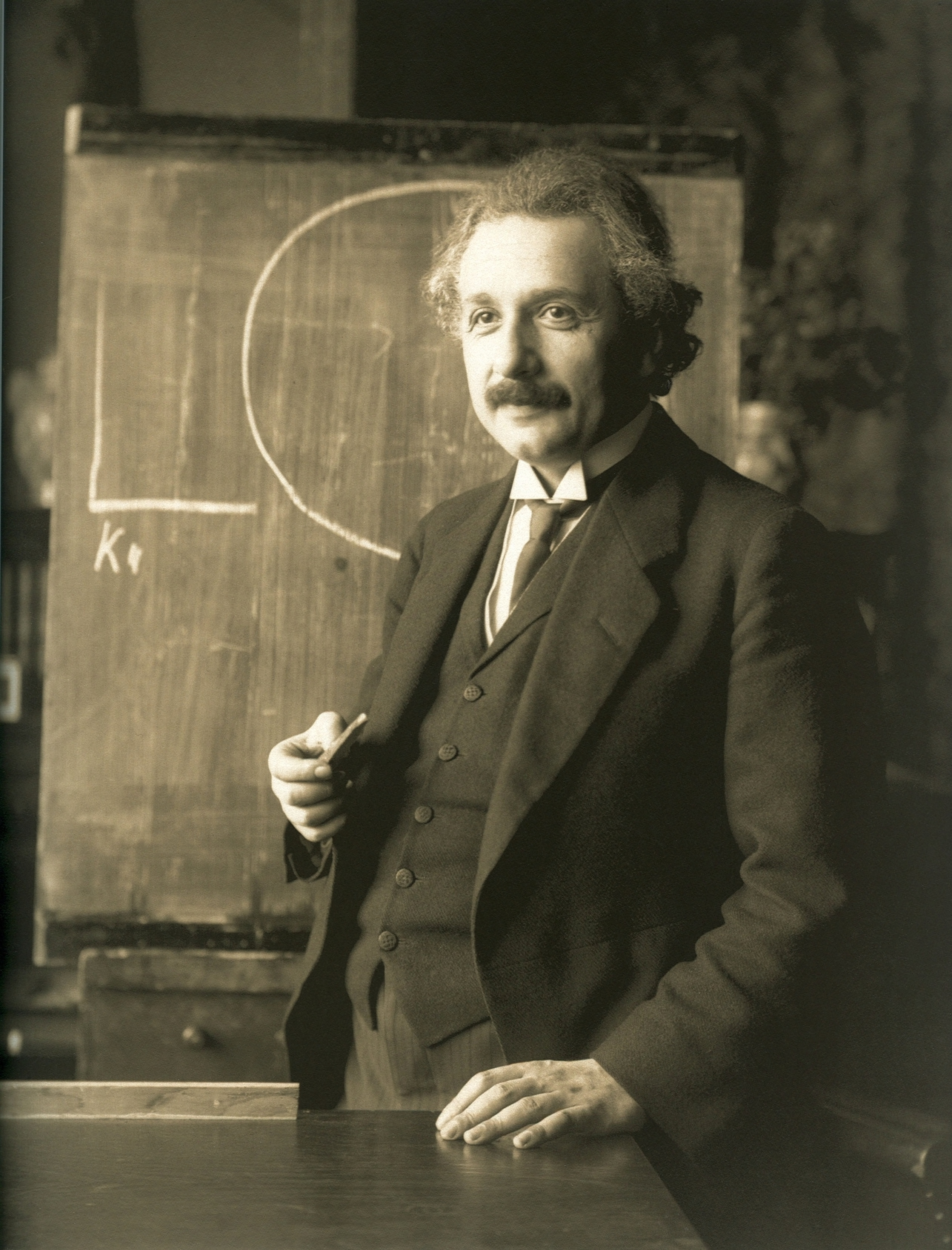
آلبرت اینشتین در ۱۹۲۱

در سال ۱۹۱۷ اینشتین نظریه نسبیت عمومی را در مورد کل ساختار جهان به‌کار برد. او کشف کرد که معادلات میدان عمومی پیش‌بینی می‌کنند که جهان دینامیک، جمع‌شونده یا منبسط شونده‌است. در آن زمان هیچ یافته تجربی از جهان دینامیک پشتیبانی نمی‌کرد درنتیجه اینشتین ثابتی به‌نام ثابت کیهان‌شناسی را به معادلات میدان افزود تا معادلات را طوری تنظیم کند که با یک جهان ثابت و ایستا همخوانی داشته باشد. این اصلاحیه که جهانی ثابت و ایستا را پیش‌بینی می‌کرد سپس به‌عنوان جهان ثابت اینشتین شهرت پیدا کرد.
پس از این که ادوین هابل در سال ۱۹۲۹ با مشاهده دور شدن سحابی‌ها، کشف کرد که جهان در حال انبساط است، اینشتین مدل جهان ثابت خودرا کنار گذاشت و دو مدل دینامیک برای جهان ارائه کرد: مدل اینشتین-فریدمن در سال ۱۹۳۱ و مدل اینشتین-دی‌سیتر در سال ۱۹۳۲. در هر دو مدل، اینشتین ثابت کیهان‌شناسی را کنار گذاشت و گفت که «از هر لحاظ نظری، این ثابت قانع‌کننده نیست.»
در بسیاری از زندگی‌نامه‌هایی که دربارهٔ اینشتین نوشته شده، ادعا شده که اینشتین اعمال ثابت کیهان‌شناسی در معادلات نسبیت عام را «بزرگ‌ترین خطای» خود برشمرده‌است. اخیراً اخترفیزیک‌دانی به نام ماریو لیویو این ادعا را زیر سؤال برده‌است و گفته‌است که ممکن است در نگارش این جمله توسط نویسندگان اغراق شده باشد.
در اواخر سال ۲۰۱۳ یک تیم به رهبری فیزیک‌دانی ایرلندی به نام کورماک اُریفریت کشف کرد که اینشتین مدل جهان ثابت خود را مدت کوتاهی پس از مشاهده هابل در مورد دور شدن سحابی ارایه کرده‌است.

#### کرم‌چاله‌ها

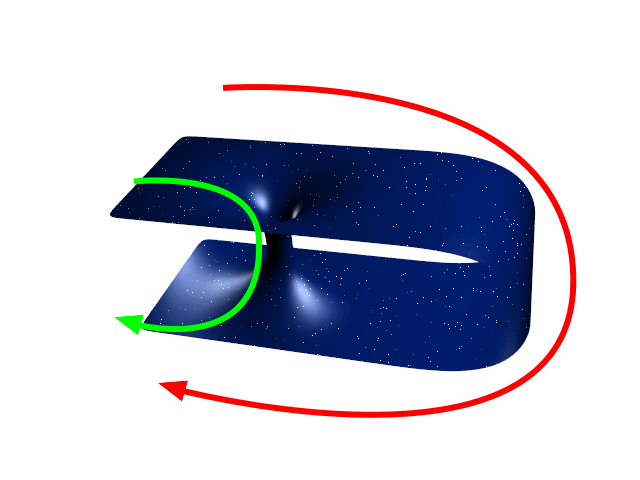
یک کرمچاله به‌نمایش درآمده در فضای دوبعدی

کرم‌چاله‌ها ساختارهایی نظری هستند که نقاط مختلفی از فضازمان را به یکدیگر مرتبط می‌کنند. یک کرم‌چاله را می‌توان با کمک یک تونل که دو نقطه متفاوت در فضازمان (تفاوت از لحاظ مکان یا زمان یا هردو) را به یکدیگر متصل می‌کند نمایش داد. از این‌رو یک کرم‌چاله می‌تواند فاصله‌های فوق‌العاده دور مثلاً چند میلیارد سال نوری و حتی بیشتر را از طریق مسافت کوتاهی در حد چند متر به هم متصل کند. این موضوع برای نقاطی که از لحاظ زمانی تفاوت دارند نیز صادق است. اینشتین در سال ۱۹۳۵ با همکاری نیتان روزن مدلی برای یک کرم‌چاله تولید کرد که معمولاً با عنوان پل اینشتین-روزن شناخته می‌شود. انگیزه از این کار ایجاد مدلی برای ذرات بنیادی باردار به‌عنوان راه‌حل معادلات میدان گرانشی بود.
کرم‌چاله‌ها با نظریه نسبیت عام سازگارند. با این‌حال بسیاری از دانشمندان گمان می‌کنند که کرم‌چاله‌ها صرفاً تجسمی از یک فضای چهاربعدیاند. به بیان دیگر، به همان صورتی که یک فضای دوبعدی بخشی از واقعیت یک فضای سه‌بعدی را نشان می‌دهد کرمچاله‌ها نیز نشان‌دهنده بخشی از فضای چهاربعدی‌اند.

### نظریه کوانتوم قدیمی

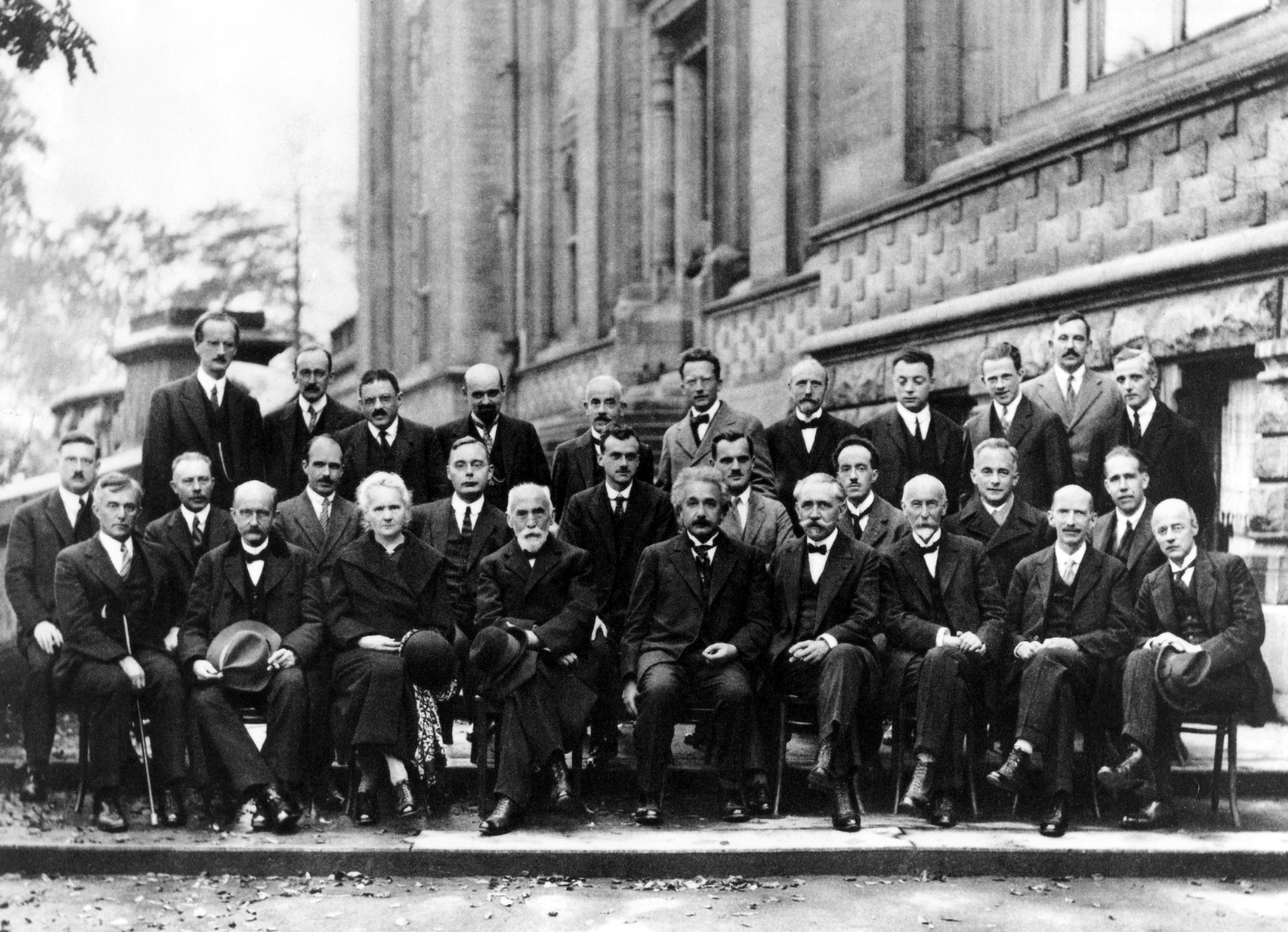
حضور آلبرت اینشتین (نشسته، پنجم از سمت راست)، ماری کوری (نشسته، سوم از چپ) و نیلز بور (ردیف دوم، نشسته، نخست از سمت راست) در پنجمین کنفرانس سلوی در سال ۱۹۲۷؛ ۱۷ نفر از ۲۹ نفر حاضر در این تصویر، موفق به کسب جایزه نوبل شدند.

نظریه قدیمی کوانتوم مجموعه ای از نتایج سال‌های ۱۹۰۰–۱۹۲۵ که قبل از مکانیک کوانتوم مدرن است. این تئوری هرگز کامل یا استوار نبود بلکه بیشتر مجموعه ای از اصلاحات اکتشافی در مکانیک کلاسیک بود. این تئوری اکنون به عنوان تقریب نیمه کلاسیک با مکانیک کوانتومی مدرن شناخته شده‌است.

#### فوتون‌ها و انرژی کوانتیزه
در مقاله‌ای در سال ۱۹۰۵ اینشتین فرض کرد که خود نور از ذراتی مجزا تشکیل شده‌است که آن را کوانتای نور را نامید. کوانتای نور پیشنهادی اینشتین، تقریباً توسط همه فیزیک‌دانان سراسر جهان از جمله ماکس پلانک و نیلز بور رد شد. با این‌حال، این ایده زمانی به مفهومی جهانی تبدیل شد که در سال ۱۹۱۹ آزمایش اثر فوتوالکتریک رابرت میلیکان و اندازه‌گیری پراکندگی کامپتون آن را تأیید کردند.

دوگانگی موجی ذره‌ای

اینشتین نتیجه گرفت که هر بسامد موجی f با مجموعه‌ای از فوتون‌ها مرتبط و انرژی آن‌ها برابر با hf است که در این عبارت h همان ثابت پلانک است. او بیشتر از این، در این زمینه سخن نگفت؛ چراکه مطمئن نبود چطور این ذرات به موج مرتبطند اما پیشنهاد کرد که این ایده می‌تواند نتایج آزمایشی تجربی مانند اثر فوتوالکتریک را توضیح دهد.

#### دوگانگی موج-ذره
اینشتین در مقاله «توسعه دیدگاه‌های ما در مورد ترکیب و ذات تابش» دربارهٔ کوانتیزه بودن نور و همچنین در مقاله‌ای دیگر در سال ۱۹۰۹ نشان داد که مفهوم کوانتای انرژی که توسط ماکس پلانک مطرح شده بود باید دارای یک اندازه حرکت معین و دارای رفتاری مستقل و مانند ذرات نقطه‌ای باشد. او در این مقاله مفهوم فوتون را مطرح کرد (اگرچه اصطلاح «فوتون» را گیلبرت لوییس بعداً در سال ۱۹۲۶ ارائه کرد) و الهام‌بخش ایده دوگانگی موج و ذره در مکانیک کوانتومی شد.

### مکانیک کوانتومی

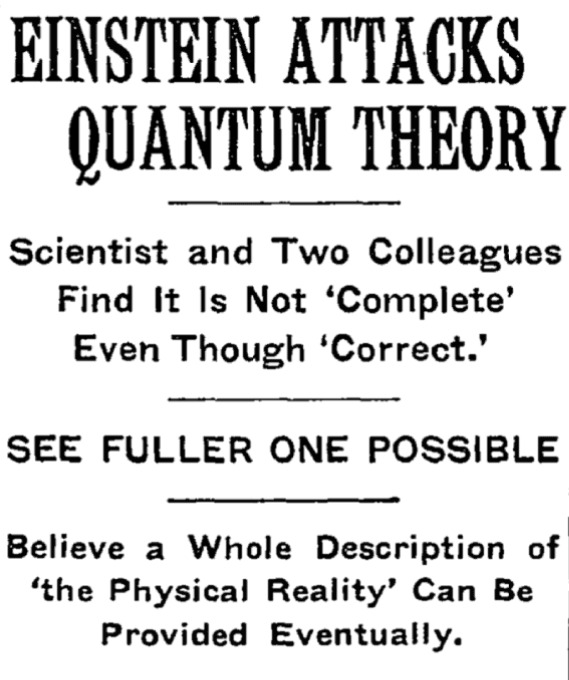
تیتر روزنامه نیویورک تایمز در ۴ مه ۱۹۳۵: اینشتین به نظریه کوانتوم حمله می‌کند.

دو الکترون درهم تنیده که از منبع دور می‌شوند و یکی به سمت باب (Bob) و دیگری به سمت آلیس (Alice) می‌رود.

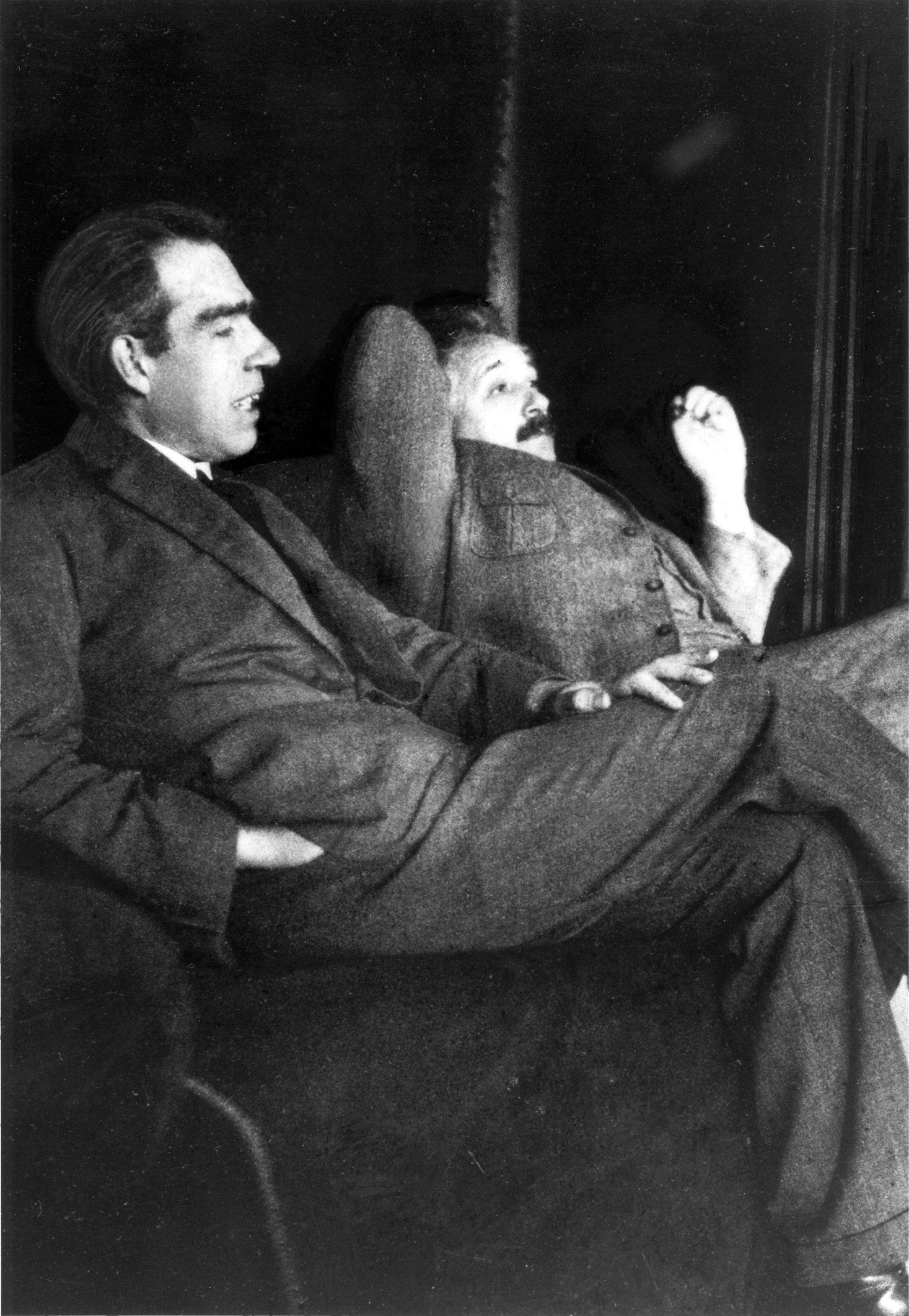
اینشتین و نیلز بور، سال ۱۹۲۵

«درواقع، زمانی که اینشتین گفت خدا تاس نمی‌اندازد، اشتباه کرد، اگر سیاه‌چاله‌ها را در نظر بگیریم، متوجه می‌شویم که نه‌تنها خدا تاس می‌اندازد، بلکه بعضی مواقع، با انداختن تاس، طوری ما را سرگردان می‌کند که ما حتی نمی‌توانیم ببینیم که تاس کجا افتاده‌است.»

—استیون هاوکینگ

#### اعتراضات اینشتین به مکانیک کوانتومی
اینشتین با انتشار مقاله خود در زمینه اثر فوتوالکتریک در سال ۱۹۰۵ نقش مهمی در توسعه نظریه کوانتوم ایفا کرد. با این‌حال برخلاف فیزیک‌دانان دیگر، او سپس مخالف کوانتوم شد و از نتایج آن ابراز ناخرسندی کرد. مشکل اصلی او با مسئله تصادفی بودن در مکانیک کوانتومی بود. او از این مسئله که شانس جای قطعیت را گرفته باشد ناخرسند بود و در این باره گفت: «خداوند تاس نمی‌اندازد». او تا پایان عمرش، همچنان مخالف مکانیک کوانتومی باقی ماند و آن را ناقص می‌دانست.

#### بور و اینشتین
مناظرات بور–اینشتین مجموعه‌ای از مباحثات و گفتگوهای عمومی میان آلبرت اینشتین و نیلز بور در مورد مکانیک کوانتومی بود. بحث‌های این دو که از بنیان‌گذاران مکانیک کوانتومی به‌شمار می‌آیند مخصوصاً به این‌خاطر مورد توجه بود که نتیجه آن برای فلسفه علم نیز مهم بود. گفتگوهای این دو سپس بر روی تفسیرهایی ارائه شده از مکانیک کوانتومی تأثیر گذاشت.

#### پارادوکس اینشتین-پودولسکی-روزن (EPR)
در سال ۱۹۳۵ اینشتین با مقاله معروف ای‌پی‌آر (EPR) به مکانیک کوانتومی بازگشت تا کامل بودن آن را زیر سؤال ببرد. در یک آزمایش فکری، او دو ذره را در نظر گرفت که در یک سری از ویژگی‌ها که به‌شدت به یکدیگر وابسته هستند باهم برهم‌کنش داشته‌اند. به ذراتی این چنینی، اصطلاحاً ذرات درهم تنیده نیز گفته می‌شود. به‌عنوان مثال اسپین می‌تواند یکی از این ویژگی‌ها باشد. اهمیتی ندارد که دو ذره درهم تنیده، چقدر از یکدیگر دور شوند در هرزمان که به‌عنوان مثال اسپین یکی از این ذرات اندازه‌گیری شود، باتوجه به وابسته بودن خواص دو ذره به‌یکدیگر، اسپین ذره دیگر در همان لحظه مشخص می‌شود.
اینشتین این‌طور استدلال می‌کرد که دو حالت وجود می‌تواند وجود داشته باشد: نخست این که اسپین هردو ذره از همان ابتدا مشخص است و دوم این که فرایند اندازه‌گیری اسپین یک ذره، موجب انتقال آنی اطلاعات به ذره دیگر می‌شود. اینشتین حالت دوم را که اصطلاحاً «عملی شبح‌وار از راه دور» می‌نامید، رد می‌کرد، چرا که اگر چنین چیزی در عمل رخ بدهد، از دید او عملاً حد سرعت نور در نسبیت خاص را نقض می‌کرد.
اعتقاد اینشتین بر واقع‌گرایی موضعی موجب می‌شد که او با احتمالات موجود در جهان کوانتومی مخالفت کند و چون اساس کوانتوم بارها تأیید شده بود او این‌طور نتیجه می‌گرفت که این نظریه باید ناکامل باشد. با این‌حال در سال ۱۹۸۲ آزمایش اَسپِکت تأیید کرد که برخلاف تصویری که فیزیک کلاسیک ارائه می‌کند ذرات کوانتومی، ذراتی مستقل و فاقد هیچ‌گونه ارتباط با یکدیگر نیستند و تصور اینشتین در این زمینه اشتباه بوده‌است.
اگرچه اینشتین در این مورد و این‌که ویژگی‌های ذرات درهم‌تنیده از قبل تعیین می‌شوند در اشتباه بود اما پیش‌بینی دقیق او از خاصیت غیرعادی این پدیده، یعنی پدیده درهم تنیدگی کوانتومی، موجب شد که مقاله او به یکی از ده مقاله برتر منتشر شده در مجله فیزیکال ریویو تبدیل شود. از این مقاله به‌عنوان هسته مرکزی توسعه نظریه اطلاعات کوانتومی یاد می‌شود.

### نظریه میدان یک‌پارچه
پس از نظریه نسبیت عام، اینشتین تلاش‌های فراوانی کرد که نظریه هندسی خود از جاذبه را به گونه‌ای به الکترومغناطیس نیز مرتبط کند. در سال ۱۹۵۰ او نظریه میدان واحد خود را در مقاله‌ای با عنوان «در باب تئوری تعمیم یافته گرانش» در مجله ساینتیفیک آمریکن منتشر کرد. اگرچه او به تبلیغ نظریه خود ادامه داد اما هرچه گذشت او در پژوهش‌های خود منزوی‌تر شد و درنهایت نتوانست در این زمینه به موفقیت دست پیدا کند. در تلاش برای پیدا کردن نظریه‌ای که همه نیروهای بنیادین طبیعت را شامل شود او عملاً از دستاوردهای اصلی ارائه شده در فیزیک غافل شد که نیروهای هسته‌ای قوی و ضعیف از جمله آن‌ها بودند؛ نیروهایی که تا سال‌ها بعد از مرگ او، هنوز به‌طور کامل شناخته نشده بودند. در مقابل، جریان اصلی فیزیک نیز به اینشتین و تلاش او در زمینه رسیدن به نظریه میدان واحد بی‌توجهی کرد. رؤیای او برای رسیدن به نظریه‌ای جامع و یک‌پارچه، انگیزه‌ای برای نظریاتی مانند نظریه همه چیز و به‌صورت ویژه نظریه ریسمان‌ها شد.

## میراث غیرعلمی
اینشتین در طول سفرهایش به‌صورت روزانه برای همسرش السا و دخترانی که به فرزندخواندگی پذیرفته بود مارگو و السه نامه می‌نوشت. نامه‌ها در کاغذهای مخصوص دانشگاه عبری اورشلیم نوشته می‌شدند. باربارا ولف از بخش آرشیو آثار اینشتین در دانشگاه عبری اورشلیم به بی‌بی‌سی گفته‌است که او بیش از ۳۵۰۰ نامه خصوصی بین سال‌های ۱۹۱۲ تا ۱۹۵۵ نگاشته‌است. مارگو اینشتین، اجازه داده تا این نامه‌ها در معرض عموم قرار گیرد. با این حال، او درخواست کرد که این کار ۲۰ سال پس از مرگش انجام شود (او در سال ۱۹۸۶ درگذشت).
اینشتین به لوله‌کشی حرفه‌ای علاقه داشت و در همین راستا او عضو افتخاری اتحادیه لوله‌کشی بود.

## در فرهنگ عامه
«تنها چیزی که من در این زندگی طولانی آموخته‌ام این است که تمام علم ما وقتی در مقابل واقعیت سنجیده شود، دستاوردی ابتدایی و بچه‌گانه است. با این‌حال، باارزش‌ترین چیزی که داشته‌ایم همین است.»

—آلبرت اینشتین
پس از تأیید نظریهٔ نسبیت عام در سال ۱۹۱۹، اینشتین به یکی از مشهورترین سلبریتی‌های علمی تبدیل گشت. در طول جنگ جهانی دوم، هفته‌نامه نیویورکر، در بخش گفتگو در مورد شهر، تصویری منتشر کرد که در آن اشاره می‌کرد «اینشتین آن‌قدر در آمریکا مشهور است که ممکن است در خیابان مردم جلوی او را می‌گیرند و از او درخواست می‌کنند که فلان نظریه را برایشان توضیح دهد. او نهایتاً راهی برای حل معضل پرسش‌های پیوسته دیگران یافت؛ او به فردی که از او سؤال می‌کند می‌گوید: عذر می‌خواهم، ببخشید، همیشه مرا با پروفسور اینشتین اشتباه می‌گیرند.»
اینشتین موضوعی الهام‌بخش برای بسیاری از رمان‌ها، فیلم‌ها، نمایش‌نامه‌ها و آثار موسیقی بوده‌است. او یک مدل معروف برای به‌تصویر کشیدن یک «پروفسور حواس‌پرت»، با صورتی اثرگذار و موهایی شاخص است. فردریک گُلدن در مجله تایم دربارهٔ او نوشت که اینشتین «یک رؤیای کارتونی بود که به حقیقت پیوست.» غالباً نقل قول‌های معروف بسیاری به اشتباه به اینشتین نسبت داده می‌شود.

## جایزه‌ها و افتخارها

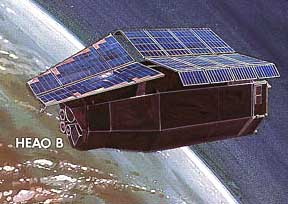
رصدخانه اینشتین: نخستین تلسکوپ تصویربرداری به‌طور کامل با پرتو ایکس و دومین تلسکوپ رصدخانه نجومی انرژی بالای ناسا

اینشتین جایزه‌ها و افتخارات بسیاری کسب کرد. او در سال ۱۹۲۲ موفق به کسب جایزه نوبل در فیزیک «برای خدماتش در زمینه فیزیک نظری و به‌ویژه کشف قانون اثر فوتوالکتریک که گامی اساسی در توسعه مکانیک کوانتومی به‌حساب می‌آید» شد. هیچ‌یک از نامزدها در سال ۱۹۲۱ واجد شرایط تعیین شده توسط آلفرد نوبل نبودند بنابراین در همان روزی که نیلز بور جایزه نوبل سال ۱۹۲۲ را «به خاطر پژوهش‌هایش در ساختار اتم و تابش گسیل شده از آن‌ها» دریافت کرد جایزه نوبل سال ۱۹۲۱ به اینشتین داده شد. علاوه‌بر جایزه نوبل، او موفق به کسب افتخاراتی مانند مدال ماتئوچی (۱۹۲۱)، همکار انجمن سلطنتی (۱۹۲۱)، مدال کاپلی (۱۹۲۵)، مدال طلائی انجمن سلطنتی اختر شناسان (۱۹۲۶)، مدال ماکس پلانک (۱۹۲۹)، عضویت در آکادمی ملی علوم آمریکا (۱۹۴۲)، شخصیت قرن تایمز (۱۹۹۹) نیز شد.
علاوه‌بر جایزه‌هایی که اینشتین موفق شد در طول زندگی کسب کند برخی جایزه‌ها نیز به افتخار او نام‌گذاری شده‌ند که جایزه آلبرت اینشتین، مدال آلبرت اینشتین، جایزه اینشتین در علوم لیزر، جایزه اینشتین انجمن فیزیک آمریکا، جایزه جهانی علمی آلبرت اینشتین و جایزه صلح آلبرت اینشتین از جمله این موارد هستند.
در فیزیک، یکای اینشتین یک یکای غیر اس‌آی است که برابر با انرژی یک مول فوتون است. یونسکو به مناسبت صدمین سال مقالات نسبیت خاص، اثر فوتوالکتریک و حرکت براونی سال ۲۰۰۵ را سال جهانی فیزیک نامید.
کالج پزشکی آلبرت اینشتین یکی از کالج‌های دانشگاه یشیوا است که در نیویورک واقع است. این کالج به افتخار آلبرت اینشتین نام‌گذاری شده‌است. رصدخانه اینشتین، نخستین تلسکوپ تصویربرداری کاملاً مبتنی بر پرتو ایکس و دومین تلسکوپ رصدخانه نجومی انرژی بالای ناسا بود. سیارک ۲۰۰۱ به افتخار او، اینشتین ۲۰۰۱ نام‌گذاری شده‌است. بر روی ماه نیز دهانه‌ای به‌نام دهانه اینشتین به او اختصاص داده شده‌است.

## توضیحات
1. ↑  نمرات آلبرت اینشتین در کارنامه او: آلمانی = ۵، فرانسوی = ۳، ایتالیایی = ۶، تاریخ = ۶، جغرافی = ۴، هندسه = ۶، هندسه توصیفی = ۶، فیزیک = ۶، شیمی = ۵، تاریخ طبیعی = ۵، هنر و ترسیم فنی = ۴
2. ↑  مقیاس نمرات ۱ تا ۶ بود.
3. ↑  این انجمن بعداً و در سال ۱۹۴۸، به افتخار مکس پلانک به انجمن ماکس پلانک تغییر پیدا کرد.
4. ↑  عضویت در فرهنگستان علاوه بر حقوق، این مزیت را برای اینشتین داشت که او را از وظیفه تدریس اجباری رها می‌کرد و او می‌توانست در دانشگاه هومبولت برلین به‌صورت آزادانه بر روی تحقیقاتش تمرکز کند.
5. ↑  دانشگاه لینکلن، اولین دانشگاه در سراسر آمریکا بود که به آفریقایی-آمریکایی تبارهای آمریکا مدرک کالج داد.
6. ↑  اشاره به قوم یهود و این که خود را قومی برگزیده می‌خوانند.
7. ↑  با توجه به این که این اینشتین به خدای شخص‌وار معتقد نبود و خود را عملاً یک ندانم گرا می‌نامید و همچنین این‌که او خود را نزدیک به خدای اسپینوزایی می‌دانست، می‌توان اینطور نتیجه گرفت که منظور او از خدا، همان قوانین طبیعت است.

## واژه‌نامه
1. ↑  Hermann Einstein
2. ↑  Pauline Koch
3. ↑  Jakob Einstein
4. ↑  Elektrotechnische Fabrik J. Einstein & Cie
5. ↑  Luitpold Gymnasium
6. ↑  On the Investigation of the State of the Ether in a Magnetic Field
7. ↑  Max Talmud
8. ↑  mathematical structure
9. ↑  Argovian cantonal school
10. ↑  Maja
11. ↑  Marie Winteler
12. ↑  Olsberg
13. ↑  Lieserl Einstein
14. ↑  Betty Neumann
15. ↑  Hans Mühsam
16. ↑  Margarete Lebach
17. ↑  Estella Katzenellenbogen
18. ↑  Toni Mendel
19. ↑  Ethel Michanowski
20. ↑  Margarita Konenkova
21. ↑  Sergei Konenkov
22. ↑  Conrad Habicht
23. ↑  Olympia Academy
24. ↑  Michele Besso
25. ↑  János Plesch
26. ↑  Daniel Q. Posin
27. ↑  Maurice Solovine
28. ↑  Stephen Samuel Wise
29. ↑  Folgerungen aus den Capillaritätserscheinungen
30. ↑  A New Determination of Molecular Dimensions
31. ↑  Revolution in Science – New Theory of the Universe – Newtonian Ideas Overthrown
32. ↑  oyal Netherlands Academy of Arts and Sciences
33. ↑  cannon salute
34. ↑  Carmen
35. ↑  Jimmy Walker
36. ↑  the ruling monarch of the mind
37. ↑  Harry Emerson Fosdick
38. ↑  Riverside Church
39. ↑  Penchant for patriotic militarism
40. ↑  Outward persona
41. ↑  Highly emotional temperament
42. ↑  Extraordinary intellectual energy
43. ↑  Enabling Act of 1933
44. ↑  German Student Union
45. ↑  not yet hanged"
46. ↑  Spontaneous emotional outburst
47. ↑  Shun popular enlightenment
48. ↑  Oliver Locker-Lampson
49. ↑  Daily Herald
50. ↑  Resident scholar
51. ↑  Jewish quotas
52. ↑  Bruria Kaufman
53. ↑  Kaizo
54. ↑  Phillip Forman
55. ↑  Worst disease
56. ↑  Leon Botstein
57. ↑  Zoellner conservatory
58. ↑  Juilliard Quartet
59. ↑  A role model for the generations to come
60. ↑  Deeply religious nonbeliever
61. ↑  Ethical Culture
62. ↑  First Humanist Society of New York
63. ↑  New Humanist
64. ↑  New York Society for Ethical Culture
65. ↑  NEric Gutkind
66. ↑  Rudolph Nissen
67. ↑  Thomas Stoltz Harvey
68. ↑  Digital Einstein
69. ↑  Diana Kormos-Buchwald
70. ↑  Folgerungen aus den Capillaritätserscheinungen
71. ↑  Critical opalescence
72. ↑  On the Relativity Principle and the Conclusions Drawn from It
73. ↑  On the Influence of Gravitation on the Propagation of Light
74. ↑  Friedmann–Einstein universe
75. ↑  Einstein–de Sitter universe
76. ↑  Cormac O'Raifeartaigh
77. ↑  Lichtquanta
78. ↑  Über die Entwicklung unserer Anschauungen über das Wesen und die Konstitution der Strahlung
79. ↑  Spooky action at a distance
80. ↑  Local realism
81. ↑  Aspect experiment
82. ↑  Physical Review
83. ↑  On the Generalized Theory of Gravitation
84. ↑  Margot and Ilse
85. ↑  Plumbers and Steamfitters Union
86. ↑  Frederic Golden